# Ligue Europa 2015-2016
Navigation
Édition précédente Édition suivante
La Ligue Europa 2015-2016 est la quarante-cinquième édition de la seconde plus prestigieuse coupe européenne inter-clubs, la septième sous le nom de Ligue Europa. Organisée par l'UEFA, les éliminatoires de la compétition sont ouverts aux clubs de football des associations membres de l'UEFA, qualifiés en fonction de leurs bons résultats en championnat ou coupe nationale.
La finale a lieu le 18 mai 2016 au Parc Saint-Jacques, à Bâle en Suisse.
Le Séville FC remporte la compétition pour la troisième fois consécutive en battant en finale le Liverpool FC.

## Participants

### Changements
Plusieurs changements ont lieu pour cette Ligue Europa 2015-2016 :
- le tenant du titre n'est plus qualifié d'office pour la phase de groupes (il accède désormais à la phase de groupe de la Ligue des champions) ;
- les associations ne peuvent avoir au maximum que 3 clubs qualifiés dans la compétition (hors repêchages de Ligue des champions) ;
- le nombre de qualifiés d'office pour la phase de groupes passe de 7 à 16 [2].
- les finalistes de Coupe nationale n'ont plus accès à la Ligue Europa si le vainqueur est déjà lui-même qualifié pour la Ligue des champions. La place sera attribuée au premier club au classement du championnat national non-qualifié pour une compétition européenne[3].

### Nombre de places par association
- Les associations aux places 1 à 51 ont 3 clubs qualifiés – à l'exception de celle du Liechtenstein avec un seul club qualifié
- Les associations aux places 52 et 53 ont 2 clubs qualifiés
- L'association à la place 54 et le Liechtenstein ont 1 club qualifié
- Les 3 premières associations du Prix du fair play UEFA obtiennent une place supplémentaire
- 33 équipes éliminées de la Ligue des champions 2015-2016 sont repêchées dans cette compétition.

### Règles de distribution des places par association nationale
Les places attribuées par association nationale vont par ordre de priorité :
- à l'équipe vainqueur de la coupe nationale ;
- aux équipes les mieux classées dans les championnats nationaux et non qualifiées en Ligue des champions ;
- à l'équipe vainqueur de la coupe de la Ligue (Angleterre et France).

Cet ordre de priorité détermine le tour préliminaire d'entrée le plus tardif en qualifications et pour la phase de groupes de la Ligue Europa. Les vainqueurs des coupes nationales des associations classées aux douze premières places du classement UEFA, le quatrième du championnat de l'association classée quatrième et le cinquième du championnat des associations 1 à 3 sont directement qualifiés pour la phase de groupes.
Si l'association nationale dispose d'une place supplémentaire au titre du fair play UEFA, cette place est attribuée à l'équipe la plus fair-play du classement national et non qualifiée en coupe d'Europe (Ligue des champions ou Ligue Europa).

### Clubs participants
| Seizièmes de finale | Seizièmes de finale | Seizièmes de finale | Seizièmes de finale | Seizièmes de finale | Seizièmes de finale | Seizièmes de finale | Seizièmes de finale | Seizièmes de finale | Seizièmes de finale | Seizièmes de finale | Seizièmes de finale | Seizièmes de finale | Seizièmes de finale | Seizièmes de finale | Seizièmes de finale |
| --- | --- | --- | --- | --- | --- | --- | --- | --- | --- | --- | --- | --- | --- | --- | --- |
| - 4 « meilleurs troisièmes » repêchés de la phase de groupes de la Ligue des champions : - FC Porto (111.276) - Olympiakos (62.380) - Manchester United (103.078) - Bayer Leverkusen (87.883) | - 4 « meilleurs troisièmes » repêchés de la phase de groupes de la Ligue des champions : - FC Porto (111.276) - Olympiakos (62.380) - Manchester United (103.078) - Bayer Leverkusen (87.883) | - 4 « meilleurs troisièmes » repêchés de la phase de groupes de la Ligue des champions : - FC Porto (111.276) - Olympiakos (62.380) - Manchester United (103.078) - Bayer Leverkusen (87.883) | - 4 « meilleurs troisièmes » repêchés de la phase de groupes de la Ligue des champions : - FC Porto (111.276) - Olympiakos (62.380) - Manchester United (103.078) - Bayer Leverkusen (87.883) | - 4 « meilleurs troisièmes » repêchés de la phase de groupes de la Ligue des champions : - FC Porto (111.276) - Olympiakos (62.380) - Manchester United (103.078) - Bayer Leverkusen (87.883) | - 4 « meilleurs troisièmes » repêchés de la phase de groupes de la Ligue des champions : - FC Porto (111.276) - Olympiakos (62.380) - Manchester United (103.078) - Bayer Leverkusen (87.883) | - 4 « meilleurs troisièmes » repêchés de la phase de groupes de la Ligue des champions : - FC Porto (111.276) - Olympiakos (62.380) - Manchester United (103.078) - Bayer Leverkusen (87.883) | - 4 « meilleurs troisièmes » repêchés de la phase de groupes de la Ligue des champions : - FC Porto (111.276) - Olympiakos (62.380) - Manchester United (103.078) - Bayer Leverkusen (87.883) | - 4 « moins bons troisièmes » repêchés de la phase de groupes de la Ligue des champions : - Séville FC (80.499) - Valence CF (99.999) - Galatasaray (50.020) - Chakhtar Donetsk (86.033) | - 4 « moins bons troisièmes » repêchés de la phase de groupes de la Ligue des champions : - Séville FC (80.499) - Valence CF (99.999) - Galatasaray (50.020) - Chakhtar Donetsk (86.033) | - 4 « moins bons troisièmes » repêchés de la phase de groupes de la Ligue des champions : - Séville FC (80.499) - Valence CF (99.999) - Galatasaray (50.020) - Chakhtar Donetsk (86.033) | - 4 « moins bons troisièmes » repêchés de la phase de groupes de la Ligue des champions : - Séville FC (80.499) - Valence CF (99.999) - Galatasaray (50.020) - Chakhtar Donetsk (86.033) | - 4 « moins bons troisièmes » repêchés de la phase de groupes de la Ligue des champions : - Séville FC (80.499) - Valence CF (99.999) - Galatasaray (50.020) - Chakhtar Donetsk (86.033) | - 4 « moins bons troisièmes » repêchés de la phase de groupes de la Ligue des champions : - Séville FC (80.499) - Valence CF (99.999) - Galatasaray (50.020) - Chakhtar Donetsk (86.033) | - 4 « moins bons troisièmes » repêchés de la phase de groupes de la Ligue des champions : - Séville FC (80.499) - Valence CF (99.999) - Galatasaray (50.020) - Chakhtar Donetsk (86.033) | - 4 « moins bons troisièmes » repêchés de la phase de groupes de la Ligue des champions : - Séville FC (80.499) - Valence CF (99.999) - Galatasaray (50.020) - Chakhtar Donetsk (86.033) |
| Phase de groupes | | | | | | | | | | | | | | | |
| - Villarreal CF (58.999) 6e d'Espagne en 2014-2015 - Séville FC 5e d'Espagne en 2014-2015 - Tottenham Hotspur (84.078) 5e d'Angleterre en 2014-2015 - Liverpool FC (47.078) 6e d'Angleterre en 2014-2015 - FC Augsbourg (15.881) 5e d'Allemagne en 2014-2015 - Schalke 04 (111.883) 6e d'Allemagne en 2014-2015 - AC Fiorentina (49.102) 4e d'Italie en 2014-2015 - SSC Naples (84.102) 5e d'Italie en 2014-2015 - Sporting Braga (51.776) 4e du Portugal en 2014-2015 - Olympique de Marseille (55.483) 4e de France en 2014-2015 - Lokomotiv Moscou (23.099) Vainqueur de la Coupe de Russie 2014-2015 - FC Groningue (8.695) Vainqueur de la Coupe des Pays-Bas 2014-2015 - Dnipro Dnipropetrovsk (52.033) 3e d'Ukraine en 2014-2015 - RSC Anderlecht (47.440) 3e de Belgique en 2014-2015 | - Villarreal CF (58.999) 6e d'Espagne en 2014-2015 - Séville FC 5e d'Espagne en 2014-2015 - Tottenham Hotspur (84.078) 5e d'Angleterre en 2014-2015 - Liverpool FC (47.078) 6e d'Angleterre en 2014-2015 - FC Augsbourg (15.881) 5e d'Allemagne en 2014-2015 - Schalke 04 (111.883) 6e d'Allemagne en 2014-2015 - AC Fiorentina (49.102) 4e d'Italie en 2014-2015 - SSC Naples (84.102) 5e d'Italie en 2014-2015 - Sporting Braga (51.776) 4e du Portugal en 2014-2015 - Olympique de Marseille (55.483) 4e de France en 2014-2015 - Lokomotiv Moscou (23.099) Vainqueur de la Coupe de Russie 2014-2015 - FC Groningue (8.695) Vainqueur de la Coupe des Pays-Bas 2014-2015 - Dnipro Dnipropetrovsk (52.033) 3e d'Ukraine en 2014-2015 - RSC Anderlecht (47.440) 3e de Belgique en 2014-2015 | - Villarreal CF (58.999) 6e d'Espagne en 2014-2015 - Séville FC 5e d'Espagne en 2014-2015 - Tottenham Hotspur (84.078) 5e d'Angleterre en 2014-2015 - Liverpool FC (47.078) 6e d'Angleterre en 2014-2015 - FC Augsbourg (15.881) 5e d'Allemagne en 2014-2015 - Schalke 04 (111.883) 6e d'Allemagne en 2014-2015 - AC Fiorentina (49.102) 4e d'Italie en 2014-2015 - SSC Naples (84.102) 5e d'Italie en 2014-2015 - Sporting Braga (51.776) 4e du Portugal en 2014-2015 - Olympique de Marseille (55.483) 4e de France en 2014-2015 - Lokomotiv Moscou (23.099) Vainqueur de la Coupe de Russie 2014-2015 - FC Groningue (8.695) Vainqueur de la Coupe des Pays-Bas 2014-2015 - Dnipro Dnipropetrovsk (52.033) 3e d'Ukraine en 2014-2015 - RSC Anderlecht (47.440) 3e de Belgique en 2014-2015 | - Villarreal CF (58.999) 6e d'Espagne en 2014-2015 - Séville FC 5e d'Espagne en 2014-2015 - Tottenham Hotspur (84.078) 5e d'Angleterre en 2014-2015 - Liverpool FC (47.078) 6e d'Angleterre en 2014-2015 - FC Augsbourg (15.881) 5e d'Allemagne en 2014-2015 - Schalke 04 (111.883) 6e d'Allemagne en 2014-2015 - AC Fiorentina (49.102) 4e d'Italie en 2014-2015 - SSC Naples (84.102) 5e d'Italie en 2014-2015 - Sporting Braga (51.776) 4e du Portugal en 2014-2015 - Olympique de Marseille (55.483) 4e de France en 2014-2015 - Lokomotiv Moscou (23.099) Vainqueur de la Coupe de Russie 2014-2015 - FC Groningue (8.695) Vainqueur de la Coupe des Pays-Bas 2014-2015 - Dnipro Dnipropetrovsk (52.033) 3e d'Ukraine en 2014-2015 - RSC Anderlecht (47.440) 3e de Belgique en 2014-2015 | - Villarreal CF (58.999) 6e d'Espagne en 2014-2015 - Séville FC 5e d'Espagne en 2014-2015 - Tottenham Hotspur (84.078) 5e d'Angleterre en 2014-2015 - Liverpool FC (47.078) 6e d'Angleterre en 2014-2015 - FC Augsbourg (15.881) 5e d'Allemagne en 2014-2015 - Schalke 04 (111.883) 6e d'Allemagne en 2014-2015 - AC Fiorentina (49.102) 4e d'Italie en 2014-2015 - SSC Naples (84.102) 5e d'Italie en 2014-2015 - Sporting Braga (51.776) 4e du Portugal en 2014-2015 - Olympique de Marseille (55.483) 4e de France en 2014-2015 - Lokomotiv Moscou (23.099) Vainqueur de la Coupe de Russie 2014-2015 - FC Groningue (8.695) Vainqueur de la Coupe des Pays-Bas 2014-2015 - Dnipro Dnipropetrovsk (52.033) 3e d'Ukraine en 2014-2015 - RSC Anderlecht (47.440) 3e de Belgique en 2014-2015 | - Villarreal CF (58.999) 6e d'Espagne en 2014-2015 - Séville FC 5e d'Espagne en 2014-2015 - Tottenham Hotspur (84.078) 5e d'Angleterre en 2014-2015 - Liverpool FC (47.078) 6e d'Angleterre en 2014-2015 - FC Augsbourg (15.881) 5e d'Allemagne en 2014-2015 - Schalke 04 (111.883) 6e d'Allemagne en 2014-2015 - AC Fiorentina (49.102) 4e d'Italie en 2014-2015 - SSC Naples (84.102) 5e d'Italie en 2014-2015 - Sporting Braga (51.776) 4e du Portugal en 2014-2015 - Olympique de Marseille (55.483) 4e de France en 2014-2015 - Lokomotiv Moscou (23.099) Vainqueur de la Coupe de Russie 2014-2015 - FC Groningue (8.695) Vainqueur de la Coupe des Pays-Bas 2014-2015 - Dnipro Dnipropetrovsk (52.033) 3e d'Ukraine en 2014-2015 - RSC Anderlecht (47.440) 3e de Belgique en 2014-2015 | - Villarreal CF (58.999) 6e d'Espagne en 2014-2015 - Séville FC 5e d'Espagne en 2014-2015 - Tottenham Hotspur (84.078) 5e d'Angleterre en 2014-2015 - Liverpool FC (47.078) 6e d'Angleterre en 2014-2015 - FC Augsbourg (15.881) 5e d'Allemagne en 2014-2015 - Schalke 04 (111.883) 6e d'Allemagne en 2014-2015 - AC Fiorentina (49.102) 4e d'Italie en 2014-2015 - SSC Naples (84.102) 5e d'Italie en 2014-2015 - Sporting Braga (51.776) 4e du Portugal en 2014-2015 - Olympique de Marseille (55.483) 4e de France en 2014-2015 - Lokomotiv Moscou (23.099) Vainqueur de la Coupe de Russie 2014-2015 - FC Groningue (8.695) Vainqueur de la Coupe des Pays-Bas 2014-2015 - Dnipro Dnipropetrovsk (52.033) 3e d'Ukraine en 2014-2015 - RSC Anderlecht (47.440) 3e de Belgique en 2014-2015 | - Villarreal CF (58.999) 6e d'Espagne en 2014-2015 - Séville FC 5e d'Espagne en 2014-2015 - Tottenham Hotspur (84.078) 5e d'Angleterre en 2014-2015 - Liverpool FC (47.078) 6e d'Angleterre en 2014-2015 - FC Augsbourg (15.881) 5e d'Allemagne en 2014-2015 - Schalke 04 (111.883) 6e d'Allemagne en 2014-2015 - AC Fiorentina (49.102) 4e d'Italie en 2014-2015 - SSC Naples (84.102) 5e d'Italie en 2014-2015 - Sporting Braga (51.776) 4e du Portugal en 2014-2015 - Olympique de Marseille (55.483) 4e de France en 2014-2015 - Lokomotiv Moscou (23.099) Vainqueur de la Coupe de Russie 2014-2015 - FC Groningue (8.695) Vainqueur de la Coupe des Pays-Bas 2014-2015 - Dnipro Dnipropetrovsk (52.033) 3e d'Ukraine en 2014-2015 - RSC Anderlecht (47.440) 3e de Belgique en 2014-2015 | - Beşiktaş (36.520) 3e de Turquie en 2014-2015 - Asteras Tripolis (13.380) 3e de Grèce en 2014-2015 - FC Sion (8.375) Vainqueur de la Coupe de Suisse 2014-2015 - 5 champions repêchés des barrages de la Ligue des champions : - FC Bâle (84.875) - Celtic FC (39.080) - APOEL Nicosie (35.460) - FK Partizan Belgrade (14.775) - KF Skënderbeu Korçë (5.575) - 5 non-champions repêchés des barrages de la Ligue des champions : - Sporting CP (56.276) - Lazio Rome (49.102) - Club Bruges KV (41.440) - AS Monaco (31.483) - Rapid Vienne (15.365) | - Beşiktaş (36.520) 3e de Turquie en 2014-2015 - Asteras Tripolis (13.380) 3e de Grèce en 2014-2015 - FC Sion (8.375) Vainqueur de la Coupe de Suisse 2014-2015 - 5 champions repêchés des barrages de la Ligue des champions : - FC Bâle (84.875) - Celtic FC (39.080) - APOEL Nicosie (35.460) - FK Partizan Belgrade (14.775) - KF Skënderbeu Korçë (5.575) - 5 non-champions repêchés des barrages de la Ligue des champions : - Sporting CP (56.276) - Lazio Rome (49.102) - Club Bruges KV (41.440) - AS Monaco (31.483) - Rapid Vienne (15.365) | - Beşiktaş (36.520) 3e de Turquie en 2014-2015 - Asteras Tripolis (13.380) 3e de Grèce en 2014-2015 - FC Sion (8.375) Vainqueur de la Coupe de Suisse 2014-2015 - 5 champions repêchés des barrages de la Ligue des champions : - FC Bâle (84.875) - Celtic FC (39.080) - APOEL Nicosie (35.460) - FK Partizan Belgrade (14.775) - KF Skënderbeu Korçë (5.575) - 5 non-champions repêchés des barrages de la Ligue des champions : - Sporting CP (56.276) - Lazio Rome (49.102) - Club Bruges KV (41.440) - AS Monaco (31.483) - Rapid Vienne (15.365) | - Beşiktaş (36.520) 3e de Turquie en 2014-2015 - Asteras Tripolis (13.380) 3e de Grèce en 2014-2015 - FC Sion (8.375) Vainqueur de la Coupe de Suisse 2014-2015 - 5 champions repêchés des barrages de la Ligue des champions : - FC Bâle (84.875) - Celtic FC (39.080) - APOEL Nicosie (35.460) - FK Partizan Belgrade (14.775) - KF Skënderbeu Korçë (5.575) - 5 non-champions repêchés des barrages de la Ligue des champions : - Sporting CP (56.276) - Lazio Rome (49.102) - Club Bruges KV (41.440) - AS Monaco (31.483) - Rapid Vienne (15.365) | - Beşiktaş (36.520) 3e de Turquie en 2014-2015 - Asteras Tripolis (13.380) 3e de Grèce en 2014-2015 - FC Sion (8.375) Vainqueur de la Coupe de Suisse 2014-2015 - 5 champions repêchés des barrages de la Ligue des champions : - FC Bâle (84.875) - Celtic FC (39.080) - APOEL Nicosie (35.460) - FK Partizan Belgrade (14.775) - KF Skënderbeu Korçë (5.575) - 5 non-champions repêchés des barrages de la Ligue des champions : - Sporting CP (56.276) - Lazio Rome (49.102) - Club Bruges KV (41.440) - AS Monaco (31.483) - Rapid Vienne (15.365) | - Beşiktaş (36.520) 3e de Turquie en 2014-2015 - Asteras Tripolis (13.380) 3e de Grèce en 2014-2015 - FC Sion (8.375) Vainqueur de la Coupe de Suisse 2014-2015 - 5 champions repêchés des barrages de la Ligue des champions : - FC Bâle (84.875) - Celtic FC (39.080) - APOEL Nicosie (35.460) - FK Partizan Belgrade (14.775) - KF Skënderbeu Korçë (5.575) - 5 non-champions repêchés des barrages de la Ligue des champions : - Sporting CP (56.276) - Lazio Rome (49.102) - Club Bruges KV (41.440) - AS Monaco (31.483) - Rapid Vienne (15.365) | - Beşiktaş (36.520) 3e de Turquie en 2014-2015 - Asteras Tripolis (13.380) 3e de Grèce en 2014-2015 - FC Sion (8.375) Vainqueur de la Coupe de Suisse 2014-2015 - 5 champions repêchés des barrages de la Ligue des champions : - FC Bâle (84.875) - Celtic FC (39.080) - APOEL Nicosie (35.460) - FK Partizan Belgrade (14.775) - KF Skënderbeu Korçë (5.575) - 5 non-champions repêchés des barrages de la Ligue des champions : - Sporting CP (56.276) - Lazio Rome (49.102) - Club Bruges KV (41.440) - AS Monaco (31.483) - Rapid Vienne (15.365) | - Beşiktaş (36.520) 3e de Turquie en 2014-2015 - Asteras Tripolis (13.380) 3e de Grèce en 2014-2015 - FC Sion (8.375) Vainqueur de la Coupe de Suisse 2014-2015 - 5 champions repêchés des barrages de la Ligue des champions : - FC Bâle (84.875) - Celtic FC (39.080) - APOEL Nicosie (35.460) - FK Partizan Belgrade (14.775) - KF Skënderbeu Korçë (5.575) - 5 non-champions repêchés des barrages de la Ligue des champions : - Sporting CP (56.276) - Lazio Rome (49.102) - Club Bruges KV (41.440) - AS Monaco (31.483) - Rapid Vienne (15.365) |
| Barrages | | | | | | | | | | | | | | | |
| - 10 champions repêchés du 3e tour de qualification de la Ligue des champions : - Red Bull Salzbourg (43.315) - FC Viktoria Plzeň (41.825) - FC Steaua Bucarest (40.259) - Lech Poznań (17.300) - Qarabağ Ağdam (11.500) - HJK Helsinki (11.140) - Molde FK (10.375) - FC Midtjylland (7.960) - Videoton FC (7.950) - FC Milsami Orhei (3.750) | - 10 champions repêchés du 3e tour de qualification de la Ligue des champions : - Red Bull Salzbourg (43.315) - FC Viktoria Plzeň (41.825) - FC Steaua Bucarest (40.259) - Lech Poznań (17.300) - Qarabağ Ağdam (11.500) - HJK Helsinki (11.140) - Molde FK (10.375) - FC Midtjylland (7.960) - Videoton FC (7.950) - FC Milsami Orhei (3.750) | - 10 champions repêchés du 3e tour de qualification de la Ligue des champions : - Red Bull Salzbourg (43.315) - FC Viktoria Plzeň (41.825) - FC Steaua Bucarest (40.259) - Lech Poznań (17.300) - Qarabağ Ağdam (11.500) - HJK Helsinki (11.140) - Molde FK (10.375) - FC Midtjylland (7.960) - Videoton FC (7.950) - FC Milsami Orhei (3.750) | - 10 champions repêchés du 3e tour de qualification de la Ligue des champions : - Red Bull Salzbourg (43.315) - FC Viktoria Plzeň (41.825) - FC Steaua Bucarest (40.259) - Lech Poznań (17.300) - Qarabağ Ağdam (11.500) - HJK Helsinki (11.140) - Molde FK (10.375) - FC Midtjylland (7.960) - Videoton FC (7.950) - FC Milsami Orhei (3.750) | - 10 champions repêchés du 3e tour de qualification de la Ligue des champions : - Red Bull Salzbourg (43.315) - FC Viktoria Plzeň (41.825) - FC Steaua Bucarest (40.259) - Lech Poznań (17.300) - Qarabağ Ağdam (11.500) - HJK Helsinki (11.140) - Molde FK (10.375) - FC Midtjylland (7.960) - Videoton FC (7.950) - FC Milsami Orhei (3.750) | - 10 champions repêchés du 3e tour de qualification de la Ligue des champions : - Red Bull Salzbourg (43.315) - FC Viktoria Plzeň (41.825) - FC Steaua Bucarest (40.259) - Lech Poznań (17.300) - Qarabağ Ağdam (11.500) - HJK Helsinki (11.140) - Molde FK (10.375) - FC Midtjylland (7.960) - Videoton FC (7.950) - FC Milsami Orhei (3.750) | - 10 champions repêchés du 3e tour de qualification de la Ligue des champions : - Red Bull Salzbourg (43.315) - FC Viktoria Plzeň (41.825) - FC Steaua Bucarest (40.259) - Lech Poznań (17.300) - Qarabağ Ağdam (11.500) - HJK Helsinki (11.140) - Molde FK (10.375) - FC Midtjylland (7.960) - Videoton FC (7.950) - FC Milsami Orhei (3.750) | - 10 champions repêchés du 3e tour de qualification de la Ligue des champions : - Red Bull Salzbourg (43.315) - FC Viktoria Plzeň (41.825) - FC Steaua Bucarest (40.259) - Lech Poznań (17.300) - Qarabağ Ağdam (11.500) - HJK Helsinki (11.140) - Molde FK (10.375) - FC Midtjylland (7.960) - Videoton FC (7.950) - FC Milsami Orhei (3.750) | - 5 non-champions repêchés du 3e tour de qualification de la Ligue des champions : - Ajax Amsterdam (66.195) - BSC Young Boys (31.375) - Sparta Prague (30.825) - Fenerbahçe (30.020) - Panathinaïkos (19.880) | - 5 non-champions repêchés du 3e tour de qualification de la Ligue des champions : - Ajax Amsterdam (66.195) - BSC Young Boys (31.375) - Sparta Prague (30.825) - Fenerbahçe (30.020) - Panathinaïkos (19.880) | - 5 non-champions repêchés du 3e tour de qualification de la Ligue des champions : - Ajax Amsterdam (66.195) - BSC Young Boys (31.375) - Sparta Prague (30.825) - Fenerbahçe (30.020) - Panathinaïkos (19.880) | - 5 non-champions repêchés du 3e tour de qualification de la Ligue des champions : - Ajax Amsterdam (66.195) - BSC Young Boys (31.375) - Sparta Prague (30.825) - Fenerbahçe (30.020) - Panathinaïkos (19.880) | - 5 non-champions repêchés du 3e tour de qualification de la Ligue des champions : - Ajax Amsterdam (66.195) - BSC Young Boys (31.375) - Sparta Prague (30.825) - Fenerbahçe (30.020) - Panathinaïkos (19.880) | - 5 non-champions repêchés du 3e tour de qualification de la Ligue des champions : - Ajax Amsterdam (66.195) - BSC Young Boys (31.375) - Sparta Prague (30.825) - Fenerbahçe (30.020) - Panathinaïkos (19.880) | - 5 non-champions repêchés du 3e tour de qualification de la Ligue des champions : - Ajax Amsterdam (66.195) - BSC Young Boys (31.375) - Sparta Prague (30.825) - Fenerbahçe (30.020) - Panathinaïkos (19.880) | - 5 non-champions repêchés du 3e tour de qualification de la Ligue des champions : - Ajax Amsterdam (66.195) - BSC Young Boys (31.375) - Sparta Prague (30.825) - Fenerbahçe (30.020) - Panathinaïkos (19.880) |
| Troisième tour de qualification | | | | | | | | | | | | | | | |
| - Athletic Bilbao (56.999) 7e d'Espagne en 2014-2015 - Southampton (16.078) 7e d'Angleterre en 2014-2015 - Borussia Dortmund (99.883) 7e d'Allemagne en 2014-2015 - Sampdoria de Gênes (18.102) 7e d'Italie en 2014-2015 - Vitória de Guimarães (17.776) 5e du Portugal en 2014-2015 - Belenenses (12.276) 6e du Portugal en 2014-2015 - AS Saint-Étienne (16.983) 5e de France en 2014-2015 - Girondins de Bordeaux (24.483) 6e de France en 2014-2015 - FK Krasnodar (15.099) 3e de Russie en 2014-2015 - Rubin Kazan (57.099) 5e de Russie en 2014-2015 - AZ Alkmaar (46.695) 3e des Pays-Bas en 2014-2015 - Vitesse Arnhem (10.195) Vainqueur des play-offs des Pays-Bas en 2014-2015 - Zorya Louhansk (10.533) 4e d'Ukraine en 2014-2015 | - Athletic Bilbao (56.999) 7e d'Espagne en 2014-2015 - Southampton (16.078) 7e d'Angleterre en 2014-2015 - Borussia Dortmund (99.883) 7e d'Allemagne en 2014-2015 - Sampdoria de Gênes (18.102) 7e d'Italie en 2014-2015 - Vitória de Guimarães (17.776) 5e du Portugal en 2014-2015 - Belenenses (12.276) 6e du Portugal en 2014-2015 - AS Saint-Étienne (16.983) 5e de France en 2014-2015 - Girondins de Bordeaux (24.483) 6e de France en 2014-2015 - FK Krasnodar (15.099) 3e de Russie en 2014-2015 - Rubin Kazan (57.099) 5e de Russie en 2014-2015 - AZ Alkmaar (46.695) 3e des Pays-Bas en 2014-2015 - Vitesse Arnhem (10.195) Vainqueur des play-offs des Pays-Bas en 2014-2015 - Zorya Louhansk (10.533) 4e d'Ukraine en 2014-2015 | - Athletic Bilbao (56.999) 7e d'Espagne en 2014-2015 - Southampton (16.078) 7e d'Angleterre en 2014-2015 - Borussia Dortmund (99.883) 7e d'Allemagne en 2014-2015 - Sampdoria de Gênes (18.102) 7e d'Italie en 2014-2015 - Vitória de Guimarães (17.776) 5e du Portugal en 2014-2015 - Belenenses (12.276) 6e du Portugal en 2014-2015 - AS Saint-Étienne (16.983) 5e de France en 2014-2015 - Girondins de Bordeaux (24.483) 6e de France en 2014-2015 - FK Krasnodar (15.099) 3e de Russie en 2014-2015 - Rubin Kazan (57.099) 5e de Russie en 2014-2015 - AZ Alkmaar (46.695) 3e des Pays-Bas en 2014-2015 - Vitesse Arnhem (10.195) Vainqueur des play-offs des Pays-Bas en 2014-2015 - Zorya Louhansk (10.533) 4e d'Ukraine en 2014-2015 | - Athletic Bilbao (56.999) 7e d'Espagne en 2014-2015 - Southampton (16.078) 7e d'Angleterre en 2014-2015 - Borussia Dortmund (99.883) 7e d'Allemagne en 2014-2015 - Sampdoria de Gênes (18.102) 7e d'Italie en 2014-2015 - Vitória de Guimarães (17.776) 5e du Portugal en 2014-2015 - Belenenses (12.276) 6e du Portugal en 2014-2015 - AS Saint-Étienne (16.983) 5e de France en 2014-2015 - Girondins de Bordeaux (24.483) 6e de France en 2014-2015 - FK Krasnodar (15.099) 3e de Russie en 2014-2015 - Rubin Kazan (57.099) 5e de Russie en 2014-2015 - AZ Alkmaar (46.695) 3e des Pays-Bas en 2014-2015 - Vitesse Arnhem (10.195) Vainqueur des play-offs des Pays-Bas en 2014-2015 - Zorya Louhansk (10.533) 4e d'Ukraine en 2014-2015 | - Athletic Bilbao (56.999) 7e d'Espagne en 2014-2015 - Southampton (16.078) 7e d'Angleterre en 2014-2015 - Borussia Dortmund (99.883) 7e d'Allemagne en 2014-2015 - Sampdoria de Gênes (18.102) 7e d'Italie en 2014-2015 - Vitória de Guimarães (17.776) 5e du Portugal en 2014-2015 - Belenenses (12.276) 6e du Portugal en 2014-2015 - AS Saint-Étienne (16.983) 5e de France en 2014-2015 - Girondins de Bordeaux (24.483) 6e de France en 2014-2015 - FK Krasnodar (15.099) 3e de Russie en 2014-2015 - Rubin Kazan (57.099) 5e de Russie en 2014-2015 - AZ Alkmaar (46.695) 3e des Pays-Bas en 2014-2015 - Vitesse Arnhem (10.195) Vainqueur des play-offs des Pays-Bas en 2014-2015 - Zorya Louhansk (10.533) 4e d'Ukraine en 2014-2015 | - Athletic Bilbao (56.999) 7e d'Espagne en 2014-2015 - Southampton (16.078) 7e d'Angleterre en 2014-2015 - Borussia Dortmund (99.883) 7e d'Allemagne en 2014-2015 - Sampdoria de Gênes (18.102) 7e d'Italie en 2014-2015 - Vitória de Guimarães (17.776) 5e du Portugal en 2014-2015 - Belenenses (12.276) 6e du Portugal en 2014-2015 - AS Saint-Étienne (16.983) 5e de France en 2014-2015 - Girondins de Bordeaux (24.483) 6e de France en 2014-2015 - FK Krasnodar (15.099) 3e de Russie en 2014-2015 - Rubin Kazan (57.099) 5e de Russie en 2014-2015 - AZ Alkmaar (46.695) 3e des Pays-Bas en 2014-2015 - Vitesse Arnhem (10.195) Vainqueur des play-offs des Pays-Bas en 2014-2015 - Zorya Louhansk (10.533) 4e d'Ukraine en 2014-2015 | - Athletic Bilbao (56.999) 7e d'Espagne en 2014-2015 - Southampton (16.078) 7e d'Angleterre en 2014-2015 - Borussia Dortmund (99.883) 7e d'Allemagne en 2014-2015 - Sampdoria de Gênes (18.102) 7e d'Italie en 2014-2015 - Vitória de Guimarães (17.776) 5e du Portugal en 2014-2015 - Belenenses (12.276) 6e du Portugal en 2014-2015 - AS Saint-Étienne (16.983) 5e de France en 2014-2015 - Girondins de Bordeaux (24.483) 6e de France en 2014-2015 - FK Krasnodar (15.099) 3e de Russie en 2014-2015 - Rubin Kazan (57.099) 5e de Russie en 2014-2015 - AZ Alkmaar (46.695) 3e des Pays-Bas en 2014-2015 - Vitesse Arnhem (10.195) Vainqueur des play-offs des Pays-Bas en 2014-2015 - Zorya Louhansk (10.533) 4e d'Ukraine en 2014-2015 | - Athletic Bilbao (56.999) 7e d'Espagne en 2014-2015 - Southampton (16.078) 7e d'Angleterre en 2014-2015 - Borussia Dortmund (99.883) 7e d'Allemagne en 2014-2015 - Sampdoria de Gênes (18.102) 7e d'Italie en 2014-2015 - Vitória de Guimarães (17.776) 5e du Portugal en 2014-2015 - Belenenses (12.276) 6e du Portugal en 2014-2015 - AS Saint-Étienne (16.983) 5e de France en 2014-2015 - Girondins de Bordeaux (24.483) 6e de France en 2014-2015 - FK Krasnodar (15.099) 3e de Russie en 2014-2015 - Rubin Kazan (57.099) 5e de Russie en 2014-2015 - AZ Alkmaar (46.695) 3e des Pays-Bas en 2014-2015 - Vitesse Arnhem (10.195) Vainqueur des play-offs des Pays-Bas en 2014-2015 - Zorya Louhansk (10.533) 4e d'Ukraine en 2014-2015 | - Vorskla Poltava (11.033) 5e d'Ukraine en 2014-2015 - Standard de Liège (25.440) 4e de Belgique en 2014-2015 - İstanbul Başakşehir (6.520) 4e de Turquie en 2014-2015 - Atromitos FC (10.380) 4e de Grèce en 2014-2015 - FC Zurich (16.875) 3e de Suisse en 2014-2015 - Rheindorf Altach (5.135) 3e de Autriche en 2014-2015 - Sturm Graz (9.135) 4e de Autriche en 2014-2015 - Slovan Liberec (16.325) Vainqueur de la Coupe de République tchèque 2014-2015 - Baumit Jablonec (9.325) 3e de République tchèque en 2014-2015 - ASA Târgu Mureș (5.259) 2e de Roumanie en 2014-2015 - Hapoël Ironi Kiryat Shmona (7.200) 2e d'Israël en 2014-2015 - AEK Larnaca (8.460)2e de Chypre en 2014-2015 , | - Vorskla Poltava (11.033) 5e d'Ukraine en 2014-2015 - Standard de Liège (25.440) 4e de Belgique en 2014-2015 - İstanbul Başakşehir (6.520) 4e de Turquie en 2014-2015 - Atromitos FC (10.380) 4e de Grèce en 2014-2015 - FC Zurich (16.875) 3e de Suisse en 2014-2015 - Rheindorf Altach (5.135) 3e de Autriche en 2014-2015 - Sturm Graz (9.135) 4e de Autriche en 2014-2015 - Slovan Liberec (16.325) Vainqueur de la Coupe de République tchèque 2014-2015 - Baumit Jablonec (9.325) 3e de République tchèque en 2014-2015 - ASA Târgu Mureș (5.259) 2e de Roumanie en 2014-2015 - Hapoël Ironi Kiryat Shmona (7.200) 2e d'Israël en 2014-2015 - AEK Larnaca (8.460)2e de Chypre en 2014-2015 , | - Vorskla Poltava (11.033) 5e d'Ukraine en 2014-2015 - Standard de Liège (25.440) 4e de Belgique en 2014-2015 - İstanbul Başakşehir (6.520) 4e de Turquie en 2014-2015 - Atromitos FC (10.380) 4e de Grèce en 2014-2015 - FC Zurich (16.875) 3e de Suisse en 2014-2015 - Rheindorf Altach (5.135) 3e de Autriche en 2014-2015 - Sturm Graz (9.135) 4e de Autriche en 2014-2015 - Slovan Liberec (16.325) Vainqueur de la Coupe de République tchèque 2014-2015 - Baumit Jablonec (9.325) 3e de République tchèque en 2014-2015 - ASA Târgu Mureș (5.259) 2e de Roumanie en 2014-2015 - Hapoël Ironi Kiryat Shmona (7.200) 2e d'Israël en 2014-2015 - AEK Larnaca (8.460)2e de Chypre en 2014-2015 , | - Vorskla Poltava (11.033) 5e d'Ukraine en 2014-2015 - Standard de Liège (25.440) 4e de Belgique en 2014-2015 - İstanbul Başakşehir (6.520) 4e de Turquie en 2014-2015 - Atromitos FC (10.380) 4e de Grèce en 2014-2015 - FC Zurich (16.875) 3e de Suisse en 2014-2015 - Rheindorf Altach (5.135) 3e de Autriche en 2014-2015 - Sturm Graz (9.135) 4e de Autriche en 2014-2015 - Slovan Liberec (16.325) Vainqueur de la Coupe de République tchèque 2014-2015 - Baumit Jablonec (9.325) 3e de République tchèque en 2014-2015 - ASA Târgu Mureș (5.259) 2e de Roumanie en 2014-2015 - Hapoël Ironi Kiryat Shmona (7.200) 2e d'Israël en 2014-2015 - AEK Larnaca (8.460)2e de Chypre en 2014-2015 , | - Vorskla Poltava (11.033) 5e d'Ukraine en 2014-2015 - Standard de Liège (25.440) 4e de Belgique en 2014-2015 - İstanbul Başakşehir (6.520) 4e de Turquie en 2014-2015 - Atromitos FC (10.380) 4e de Grèce en 2014-2015 - FC Zurich (16.875) 3e de Suisse en 2014-2015 - Rheindorf Altach (5.135) 3e de Autriche en 2014-2015 - Sturm Graz (9.135) 4e de Autriche en 2014-2015 - Slovan Liberec (16.325) Vainqueur de la Coupe de République tchèque 2014-2015 - Baumit Jablonec (9.325) 3e de République tchèque en 2014-2015 - ASA Târgu Mureș (5.259) 2e de Roumanie en 2014-2015 - Hapoël Ironi Kiryat Shmona (7.200) 2e d'Israël en 2014-2015 - AEK Larnaca (8.460)2e de Chypre en 2014-2015 , | - Vorskla Poltava (11.033) 5e d'Ukraine en 2014-2015 - Standard de Liège (25.440) 4e de Belgique en 2014-2015 - İstanbul Başakşehir (6.520) 4e de Turquie en 2014-2015 - Atromitos FC (10.380) 4e de Grèce en 2014-2015 - FC Zurich (16.875) 3e de Suisse en 2014-2015 - Rheindorf Altach (5.135) 3e de Autriche en 2014-2015 - Sturm Graz (9.135) 4e de Autriche en 2014-2015 - Slovan Liberec (16.325) Vainqueur de la Coupe de République tchèque 2014-2015 - Baumit Jablonec (9.325) 3e de République tchèque en 2014-2015 - ASA Târgu Mureș (5.259) 2e de Roumanie en 2014-2015 - Hapoël Ironi Kiryat Shmona (7.200) 2e d'Israël en 2014-2015 - AEK Larnaca (8.460)2e de Chypre en 2014-2015 , | - Vorskla Poltava (11.033) 5e d'Ukraine en 2014-2015 - Standard de Liège (25.440) 4e de Belgique en 2014-2015 - İstanbul Başakşehir (6.520) 4e de Turquie en 2014-2015 - Atromitos FC (10.380) 4e de Grèce en 2014-2015 - FC Zurich (16.875) 3e de Suisse en 2014-2015 - Rheindorf Altach (5.135) 3e de Autriche en 2014-2015 - Sturm Graz (9.135) 4e de Autriche en 2014-2015 - Slovan Liberec (16.325) Vainqueur de la Coupe de République tchèque 2014-2015 - Baumit Jablonec (9.325) 3e de République tchèque en 2014-2015 - ASA Târgu Mureș (5.259) 2e de Roumanie en 2014-2015 - Hapoël Ironi Kiryat Shmona (7.200) 2e d'Israël en 2014-2015 - AEK Larnaca (8.460)2e de Chypre en 2014-2015 , | - Vorskla Poltava (11.033) 5e d'Ukraine en 2014-2015 - Standard de Liège (25.440) 4e de Belgique en 2014-2015 - İstanbul Başakşehir (6.520) 4e de Turquie en 2014-2015 - Atromitos FC (10.380) 4e de Grèce en 2014-2015 - FC Zurich (16.875) 3e de Suisse en 2014-2015 - Rheindorf Altach (5.135) 3e de Autriche en 2014-2015 - Sturm Graz (9.135) 4e de Autriche en 2014-2015 - Slovan Liberec (16.325) Vainqueur de la Coupe de République tchèque 2014-2015 - Baumit Jablonec (9.325) 3e de République tchèque en 2014-2015 - ASA Târgu Mureș (5.259) 2e de Roumanie en 2014-2015 - Hapoël Ironi Kiryat Shmona (7.200) 2e d'Israël en 2014-2015 - AEK Larnaca (8.460)2e de Chypre en 2014-2015 , |
| Deuxième tour de qualification | | | | | | | | | | | | | | | |
| - Sporting de Charleroi (7.440) Vainqueur des barrages en Belgique en 2014-2015 - Trabzonspor (36.520) 5e de Turquie en 2014-2015 - PAOK Salonique (40.880) 5e de Grèce en 2014-2015 - FC Thoune (10.375) 4e de Suisse en 2014-2015 - Wolfsberger AC (5.135) 5e de Autriche en 2014-2015 - Mlada Boleslav (8.825) 4e de République tchèque en 2014-2015 - FC Astra Giurgiu (9.759) 4e de Roumanie en 2014-2015 - Hapoël Beer-Sheva (4.700) 3e d'Israël en 2014-2015 | - Sporting de Charleroi (7.440) Vainqueur des barrages en Belgique en 2014-2015 - Trabzonspor (36.520) 5e de Turquie en 2014-2015 - PAOK Salonique (40.880) 5e de Grèce en 2014-2015 - FC Thoune (10.375) 4e de Suisse en 2014-2015 - Wolfsberger AC (5.135) 5e de Autriche en 2014-2015 - Mlada Boleslav (8.825) 4e de République tchèque en 2014-2015 - FC Astra Giurgiu (9.759) 4e de Roumanie en 2014-2015 - Hapoël Beer-Sheva (4.700) 3e d'Israël en 2014-2015 | - Sporting de Charleroi (7.440) Vainqueur des barrages en Belgique en 2014-2015 - Trabzonspor (36.520) 5e de Turquie en 2014-2015 - PAOK Salonique (40.880) 5e de Grèce en 2014-2015 - FC Thoune (10.375) 4e de Suisse en 2014-2015 - Wolfsberger AC (5.135) 5e de Autriche en 2014-2015 - Mlada Boleslav (8.825) 4e de République tchèque en 2014-2015 - FC Astra Giurgiu (9.759) 4e de Roumanie en 2014-2015 - Hapoël Beer-Sheva (4.700) 3e d'Israël en 2014-2015 | - Sporting de Charleroi (7.440) Vainqueur des barrages en Belgique en 2014-2015 - Trabzonspor (36.520) 5e de Turquie en 2014-2015 - PAOK Salonique (40.880) 5e de Grèce en 2014-2015 - FC Thoune (10.375) 4e de Suisse en 2014-2015 - Wolfsberger AC (5.135) 5e de Autriche en 2014-2015 - Mlada Boleslav (8.825) 4e de République tchèque en 2014-2015 - FC Astra Giurgiu (9.759) 4e de Roumanie en 2014-2015 - Hapoël Beer-Sheva (4.700) 3e d'Israël en 2014-2015 | - Sporting de Charleroi (7.440) Vainqueur des barrages en Belgique en 2014-2015 - Trabzonspor (36.520) 5e de Turquie en 2014-2015 - PAOK Salonique (40.880) 5e de Grèce en 2014-2015 - FC Thoune (10.375) 4e de Suisse en 2014-2015 - Wolfsberger AC (5.135) 5e de Autriche en 2014-2015 - Mlada Boleslav (8.825) 4e de République tchèque en 2014-2015 - FC Astra Giurgiu (9.759) 4e de Roumanie en 2014-2015 - Hapoël Beer-Sheva (4.700) 3e d'Israël en 2014-2015 | - Sporting de Charleroi (7.440) Vainqueur des barrages en Belgique en 2014-2015 - Trabzonspor (36.520) 5e de Turquie en 2014-2015 - PAOK Salonique (40.880) 5e de Grèce en 2014-2015 - FC Thoune (10.375) 4e de Suisse en 2014-2015 - Wolfsberger AC (5.135) 5e de Autriche en 2014-2015 - Mlada Boleslav (8.825) 4e de République tchèque en 2014-2015 - FC Astra Giurgiu (9.759) 4e de Roumanie en 2014-2015 - Hapoël Beer-Sheva (4.700) 3e d'Israël en 2014-2015 | - Sporting de Charleroi (7.440) Vainqueur des barrages en Belgique en 2014-2015 - Trabzonspor (36.520) 5e de Turquie en 2014-2015 - PAOK Salonique (40.880) 5e de Grèce en 2014-2015 - FC Thoune (10.375) 4e de Suisse en 2014-2015 - Wolfsberger AC (5.135) 5e de Autriche en 2014-2015 - Mlada Boleslav (8.825) 4e de République tchèque en 2014-2015 - FC Astra Giurgiu (9.759) 4e de Roumanie en 2014-2015 - Hapoël Beer-Sheva (4.700) 3e d'Israël en 2014-2015 | - Sporting de Charleroi (7.440) Vainqueur des barrages en Belgique en 2014-2015 - Trabzonspor (36.520) 5e de Turquie en 2014-2015 - PAOK Salonique (40.880) 5e de Grèce en 2014-2015 - FC Thoune (10.375) 4e de Suisse en 2014-2015 - Wolfsberger AC (5.135) 5e de Autriche en 2014-2015 - Mlada Boleslav (8.825) 4e de République tchèque en 2014-2015 - FC Astra Giurgiu (9.759) 4e de Roumanie en 2014-2015 - Hapoël Beer-Sheva (4.700) 3e d'Israël en 2014-2015 | - FC Copenhague (40.960) Vainqueur de la Coupe du Danemark 2014-2015 - HNK Rijeka (13.700) 2e de Croatie en 2014-2015 - Legia Varsovie (24.800) Vainqueur de la Coupe de Pologne 2014-2015 - Dinamo Minsk (9.650) 2e de Biélorussie en 2014 - Inverness CT (3.580) Vainqueur de la Coupe d'Écosse 2014-2015 - IFK Göteborg (6.045) Vainqueur de la Coupe de Suède 2014-2015 - Tcherno More Varna (3.350) Vainqueur de la Coupe de Bulgarie 2014-2015 | - FC Copenhague (40.960) Vainqueur de la Coupe du Danemark 2014-2015 - HNK Rijeka (13.700) 2e de Croatie en 2014-2015 - Legia Varsovie (24.800) Vainqueur de la Coupe de Pologne 2014-2015 - Dinamo Minsk (9.650) 2e de Biélorussie en 2014 - Inverness CT (3.580) Vainqueur de la Coupe d'Écosse 2014-2015 - IFK Göteborg (6.045) Vainqueur de la Coupe de Suède 2014-2015 - Tcherno More Varna (3.350) Vainqueur de la Coupe de Bulgarie 2014-2015 | - FC Copenhague (40.960) Vainqueur de la Coupe du Danemark 2014-2015 - HNK Rijeka (13.700) 2e de Croatie en 2014-2015 - Legia Varsovie (24.800) Vainqueur de la Coupe de Pologne 2014-2015 - Dinamo Minsk (9.650) 2e de Biélorussie en 2014 - Inverness CT (3.580) Vainqueur de la Coupe d'Écosse 2014-2015 - IFK Göteborg (6.045) Vainqueur de la Coupe de Suède 2014-2015 - Tcherno More Varna (3.350) Vainqueur de la Coupe de Bulgarie 2014-2015 | - FC Copenhague (40.960) Vainqueur de la Coupe du Danemark 2014-2015 - HNK Rijeka (13.700) 2e de Croatie en 2014-2015 - Legia Varsovie (24.800) Vainqueur de la Coupe de Pologne 2014-2015 - Dinamo Minsk (9.650) 2e de Biélorussie en 2014 - Inverness CT (3.580) Vainqueur de la Coupe d'Écosse 2014-2015 - IFK Göteborg (6.045) Vainqueur de la Coupe de Suède 2014-2015 - Tcherno More Varna (3.350) Vainqueur de la Coupe de Bulgarie 2014-2015 | - FC Copenhague (40.960) Vainqueur de la Coupe du Danemark 2014-2015 - HNK Rijeka (13.700) 2e de Croatie en 2014-2015 - Legia Varsovie (24.800) Vainqueur de la Coupe de Pologne 2014-2015 - Dinamo Minsk (9.650) 2e de Biélorussie en 2014 - Inverness CT (3.580) Vainqueur de la Coupe d'Écosse 2014-2015 - IFK Göteborg (6.045) Vainqueur de la Coupe de Suède 2014-2015 - Tcherno More Varna (3.350) Vainqueur de la Coupe de Bulgarie 2014-2015 | - FC Copenhague (40.960) Vainqueur de la Coupe du Danemark 2014-2015 - HNK Rijeka (13.700) 2e de Croatie en 2014-2015 - Legia Varsovie (24.800) Vainqueur de la Coupe de Pologne 2014-2015 - Dinamo Minsk (9.650) 2e de Biélorussie en 2014 - Inverness CT (3.580) Vainqueur de la Coupe d'Écosse 2014-2015 - IFK Göteborg (6.045) Vainqueur de la Coupe de Suède 2014-2015 - Tcherno More Varna (3.350) Vainqueur de la Coupe de Bulgarie 2014-2015 | - FC Copenhague (40.960) Vainqueur de la Coupe du Danemark 2014-2015 - HNK Rijeka (13.700) 2e de Croatie en 2014-2015 - Legia Varsovie (24.800) Vainqueur de la Coupe de Pologne 2014-2015 - Dinamo Minsk (9.650) 2e de Biélorussie en 2014 - Inverness CT (3.580) Vainqueur de la Coupe d'Écosse 2014-2015 - IFK Göteborg (6.045) Vainqueur de la Coupe de Suède 2014-2015 - Tcherno More Varna (3.350) Vainqueur de la Coupe de Bulgarie 2014-2015 | - FC Copenhague (40.960) Vainqueur de la Coupe du Danemark 2014-2015 - HNK Rijeka (13.700) 2e de Croatie en 2014-2015 - Legia Varsovie (24.800) Vainqueur de la Coupe de Pologne 2014-2015 - Dinamo Minsk (9.650) 2e de Biélorussie en 2014 - Inverness CT (3.580) Vainqueur de la Coupe d'Écosse 2014-2015 - IFK Göteborg (6.045) Vainqueur de la Coupe de Suède 2014-2015 - Tcherno More Varna (3.350) Vainqueur de la Coupe de Bulgarie 2014-2015 |
| Premier tour de qualification | | | | | | | | | | | | | | | |
| - Prix du fair play UEFA : - Go Ahead Eagles (8.195) - West Ham (16.078) - UC Dublin (1.150) - FC Botoșani (5.259) 8e de Roumanie en 2014-2015 - Betar Jérusalem (4.200) 4e d'Israël en 2014-2015 - Apollon Limassol (10.460) 3e de Chypre en 2014-2015 - Omonia Nicosie (10.460) 4e de Chypre en 2014-2015 - Brøndby IF (7.460) 3e du Danemark en 2014-2015 - Randers FC (5.960) 4e du Danemark en 2014-2015 - HNK Hajduk Split (11.200) 3e de Croatie en 2014-2015 - NK Lokomotiva Zagreb (5.200) 4e de Croatie en 2014-2015 - Jagiellonia Białystok (5.550) 3e de Pologne en 2014-2015 - Śląsk Wrocław (8.800) 4e de Pologne en 2014-2015 - Chakhtior Soligorsk (7.150) 3e de Biélorussie en 2014 - Torpedo Jodzina (4.650) 4e de Biélorussie en 2014 - Aberdeen FC (4.580) 2e d'Écosse en 2014-2015 - St Johnstone (6.080) 4e d'Écosse en 2014-2015 - AIK Fotboll (9.045) 3e de Suède en 2014 - IF Elfsborg (11.545) 4e de Suède en 2014 - PFK Beroe Stara Zagora (4.850) 2e de Bulgarie en 2014-2015 - PFC Litex Lovetch (6.850) 4e de Bulgarie en 2014-2015 - Rosenborg BK (11.875) 2e de Norvège en 2014 - Odds BK (2.875) 3e de Norvège en 2014 - Strømsgodset IF (5.875) 4e de Norvège en 2014 - FK Čukarički (3.275) Vainqueur de la Coupe de Serbie 2014-2015 - Étoile rouge de Belgrade (7.775) 2e de Serbie en 2014-2015 - Vojvodina Novi Sad (6.275) 4e de Serbie en 2014-2015 - Ferencváros TC (3.200) Vainqueur de la Coupe de Hongrie 2014-2015 - MTK Budapest FC (2.450) 3e de Hongrie en 2014-2015 - Debrecen VSC (7.700) 4e de Hongrie en 2014-2015 - FC Koper (4.475) Vainqueur de la Coupe de Slovénie 2014-2015 - NK Celje (3.225) 2e de Slovénie en 2014-2015 - NK Domžale (3.475) 3e de Slovénie en 2014-2015 - MŠK Žilina (8.750) 2e de Slovaquie en 2014-2015 - ŠK Slovan Bratislava (9.250) 3e de Slovaquie en 2014-2015 - FC Spartak Trnava (6.250) 4e de Slovaquie en 2014-2015 - Sheriff Tiraspol (14.500) Vainqueur de la Coupe de Moldavie 2014-2015 - Dacia Chișinău (4.500) 2e de Moldavie en 2014-2015 - FC Saxan (2.000) 5e de Moldavie en 2014-2015 - Inter Bakou (5.000) 2e d'Azerbaïdjan en 2014-2015 - FK Qabala (2.750) 3e d'Azerbaïdjan en 2014-2015 - Neftchi Bakou (9.000) 4e d'Azerbaïdjan en 2014-2015 - Dinamo Tbilissi (6.875) Vainqueur de la Coupe de Géorgie 2014-2015 - Dinamo Batoum (1.875) 2e de Géorgie en 2014-2015 - Spartak Tskhinvali (1.875) 4e de Géorgie en 2014-2015 - Kairat Almaty (2.575) Vainqueur de la Coupe du Kazakhstan 2014 - FK Aktobe (8.575)2e du Kazakhstan en 2014 - Ordabasy Chymkent (2.575) 4e du Kazakhstan en 2014 - Olimpik Sarajevo (1.500) Vainqueur de la Coupe de Bosnie-Herzégovine 2014-2015 - Željezničar Sarajevo (6.000) 2e de Bosnie-Herzégovine en 2014-2015 - Zrinjski Mostar (4.000) 3e de Bosnie-Herzégovine en 2014-2015 | - Prix du fair play UEFA : - Go Ahead Eagles (8.195) - West Ham (16.078) - UC Dublin (1.150) - FC Botoșani (5.259) 8e de Roumanie en 2014-2015 - Betar Jérusalem (4.200) 4e d'Israël en 2014-2015 - Apollon Limassol (10.460) 3e de Chypre en 2014-2015 - Omonia Nicosie (10.460) 4e de Chypre en 2014-2015 - Brøndby IF (7.460) 3e du Danemark en 2014-2015 - Randers FC (5.960) 4e du Danemark en 2014-2015 - HNK Hajduk Split (11.200) 3e de Croatie en 2014-2015 - NK Lokomotiva Zagreb (5.200) 4e de Croatie en 2014-2015 - Jagiellonia Białystok (5.550) 3e de Pologne en 2014-2015 - Śląsk Wrocław (8.800) 4e de Pologne en 2014-2015 - Chakhtior Soligorsk (7.150) 3e de Biélorussie en 2014 - Torpedo Jodzina (4.650) 4e de Biélorussie en 2014 - Aberdeen FC (4.580) 2e d'Écosse en 2014-2015 - St Johnstone (6.080) 4e d'Écosse en 2014-2015 - AIK Fotboll (9.045) 3e de Suède en 2014 - IF Elfsborg (11.545) 4e de Suède en 2014 - PFK Beroe Stara Zagora (4.850) 2e de Bulgarie en 2014-2015 - PFC Litex Lovetch (6.850) 4e de Bulgarie en 2014-2015 - Rosenborg BK (11.875) 2e de Norvège en 2014 - Odds BK (2.875) 3e de Norvège en 2014 - Strømsgodset IF (5.875) 4e de Norvège en 2014 - FK Čukarički (3.275) Vainqueur de la Coupe de Serbie 2014-2015 - Étoile rouge de Belgrade (7.775) 2e de Serbie en 2014-2015 - Vojvodina Novi Sad (6.275) 4e de Serbie en 2014-2015 - Ferencváros TC (3.200) Vainqueur de la Coupe de Hongrie 2014-2015 - MTK Budapest FC (2.450) 3e de Hongrie en 2014-2015 - Debrecen VSC (7.700) 4e de Hongrie en 2014-2015 - FC Koper (4.475) Vainqueur de la Coupe de Slovénie 2014-2015 - NK Celje (3.225) 2e de Slovénie en 2014-2015 - NK Domžale (3.475) 3e de Slovénie en 2014-2015 - MŠK Žilina (8.750) 2e de Slovaquie en 2014-2015 - ŠK Slovan Bratislava (9.250) 3e de Slovaquie en 2014-2015 - FC Spartak Trnava (6.250) 4e de Slovaquie en 2014-2015 - Sheriff Tiraspol (14.500) Vainqueur de la Coupe de Moldavie 2014-2015 - Dacia Chișinău (4.500) 2e de Moldavie en 2014-2015 - FC Saxan (2.000) 5e de Moldavie en 2014-2015 - Inter Bakou (5.000) 2e d'Azerbaïdjan en 2014-2015 - FK Qabala (2.750) 3e d'Azerbaïdjan en 2014-2015 - Neftchi Bakou (9.000) 4e d'Azerbaïdjan en 2014-2015 - Dinamo Tbilissi (6.875) Vainqueur de la Coupe de Géorgie 2014-2015 - Dinamo Batoum (1.875) 2e de Géorgie en 2014-2015 - Spartak Tskhinvali (1.875) 4e de Géorgie en 2014-2015 - Kairat Almaty (2.575) Vainqueur de la Coupe du Kazakhstan 2014 - FK Aktobe (8.575)2e du Kazakhstan en 2014 - Ordabasy Chymkent (2.575) 4e du Kazakhstan en 2014 - Olimpik Sarajevo (1.500) Vainqueur de la Coupe de Bosnie-Herzégovine 2014-2015 - Željezničar Sarajevo (6.000) 2e de Bosnie-Herzégovine en 2014-2015 - Zrinjski Mostar (4.000) 3e de Bosnie-Herzégovine en 2014-2015 | - Prix du fair play UEFA : - Go Ahead Eagles (8.195) - West Ham (16.078) - UC Dublin (1.150) - FC Botoșani (5.259) 8e de Roumanie en 2014-2015 - Betar Jérusalem (4.200) 4e d'Israël en 2014-2015 - Apollon Limassol (10.460) 3e de Chypre en 2014-2015 - Omonia Nicosie (10.460) 4e de Chypre en 2014-2015 - Brøndby IF (7.460) 3e du Danemark en 2014-2015 - Randers FC (5.960) 4e du Danemark en 2014-2015 - HNK Hajduk Split (11.200) 3e de Croatie en 2014-2015 - NK Lokomotiva Zagreb (5.200) 4e de Croatie en 2014-2015 - Jagiellonia Białystok (5.550) 3e de Pologne en 2014-2015 - Śląsk Wrocław (8.800) 4e de Pologne en 2014-2015 - Chakhtior Soligorsk (7.150) 3e de Biélorussie en 2014 - Torpedo Jodzina (4.650) 4e de Biélorussie en 2014 - Aberdeen FC (4.580) 2e d'Écosse en 2014-2015 - St Johnstone (6.080) 4e d'Écosse en 2014-2015 - AIK Fotboll (9.045) 3e de Suède en 2014 - IF Elfsborg (11.545) 4e de Suède en 2014 - PFK Beroe Stara Zagora (4.850) 2e de Bulgarie en 2014-2015 - PFC Litex Lovetch (6.850) 4e de Bulgarie en 2014-2015 - Rosenborg BK (11.875) 2e de Norvège en 2014 - Odds BK (2.875) 3e de Norvège en 2014 - Strømsgodset IF (5.875) 4e de Norvège en 2014 - FK Čukarički (3.275) Vainqueur de la Coupe de Serbie 2014-2015 - Étoile rouge de Belgrade (7.775) 2e de Serbie en 2014-2015 - Vojvodina Novi Sad (6.275) 4e de Serbie en 2014-2015 - Ferencváros TC (3.200) Vainqueur de la Coupe de Hongrie 2014-2015 - MTK Budapest FC (2.450) 3e de Hongrie en 2014-2015 - Debrecen VSC (7.700) 4e de Hongrie en 2014-2015 - FC Koper (4.475) Vainqueur de la Coupe de Slovénie 2014-2015 - NK Celje (3.225) 2e de Slovénie en 2014-2015 - NK Domžale (3.475) 3e de Slovénie en 2014-2015 - MŠK Žilina (8.750) 2e de Slovaquie en 2014-2015 - ŠK Slovan Bratislava (9.250) 3e de Slovaquie en 2014-2015 - FC Spartak Trnava (6.250) 4e de Slovaquie en 2014-2015 - Sheriff Tiraspol (14.500) Vainqueur de la Coupe de Moldavie 2014-2015 - Dacia Chișinău (4.500) 2e de Moldavie en 2014-2015 - FC Saxan (2.000) 5e de Moldavie en 2014-2015 - Inter Bakou (5.000) 2e d'Azerbaïdjan en 2014-2015 - FK Qabala (2.750) 3e d'Azerbaïdjan en 2014-2015 - Neftchi Bakou (9.000) 4e d'Azerbaïdjan en 2014-2015 - Dinamo Tbilissi (6.875) Vainqueur de la Coupe de Géorgie 2014-2015 - Dinamo Batoum (1.875) 2e de Géorgie en 2014-2015 - Spartak Tskhinvali (1.875) 4e de Géorgie en 2014-2015 - Kairat Almaty (2.575) Vainqueur de la Coupe du Kazakhstan 2014 - FK Aktobe (8.575)2e du Kazakhstan en 2014 - Ordabasy Chymkent (2.575) 4e du Kazakhstan en 2014 - Olimpik Sarajevo (1.500) Vainqueur de la Coupe de Bosnie-Herzégovine 2014-2015 - Željezničar Sarajevo (6.000) 2e de Bosnie-Herzégovine en 2014-2015 - Zrinjski Mostar (4.000) 3e de Bosnie-Herzégovine en 2014-2015 | - Prix du fair play UEFA : - Go Ahead Eagles (8.195) - West Ham (16.078) - UC Dublin (1.150) - FC Botoșani (5.259) 8e de Roumanie en 2014-2015 - Betar Jérusalem (4.200) 4e d'Israël en 2014-2015 - Apollon Limassol (10.460) 3e de Chypre en 2014-2015 - Omonia Nicosie (10.460) 4e de Chypre en 2014-2015 - Brøndby IF (7.460) 3e du Danemark en 2014-2015 - Randers FC (5.960) 4e du Danemark en 2014-2015 - HNK Hajduk Split (11.200) 3e de Croatie en 2014-2015 - NK Lokomotiva Zagreb (5.200) 4e de Croatie en 2014-2015 - Jagiellonia Białystok (5.550) 3e de Pologne en 2014-2015 - Śląsk Wrocław (8.800) 4e de Pologne en 2014-2015 - Chakhtior Soligorsk (7.150) 3e de Biélorussie en 2014 - Torpedo Jodzina (4.650) 4e de Biélorussie en 2014 - Aberdeen FC (4.580) 2e d'Écosse en 2014-2015 - St Johnstone (6.080) 4e d'Écosse en 2014-2015 - AIK Fotboll (9.045) 3e de Suède en 2014 - IF Elfsborg (11.545) 4e de Suède en 2014 - PFK Beroe Stara Zagora (4.850) 2e de Bulgarie en 2014-2015 - PFC Litex Lovetch (6.850) 4e de Bulgarie en 2014-2015 - Rosenborg BK (11.875) 2e de Norvège en 2014 - Odds BK (2.875) 3e de Norvège en 2014 - Strømsgodset IF (5.875) 4e de Norvège en 2014 - FK Čukarički (3.275) Vainqueur de la Coupe de Serbie 2014-2015 - Étoile rouge de Belgrade (7.775) 2e de Serbie en 2014-2015 - Vojvodina Novi Sad (6.275) 4e de Serbie en 2014-2015 - Ferencváros TC (3.200) Vainqueur de la Coupe de Hongrie 2014-2015 - MTK Budapest FC (2.450) 3e de Hongrie en 2014-2015 - Debrecen VSC (7.700) 4e de Hongrie en 2014-2015 - FC Koper (4.475) Vainqueur de la Coupe de Slovénie 2014-2015 - NK Celje (3.225) 2e de Slovénie en 2014-2015 - NK Domžale (3.475) 3e de Slovénie en 2014-2015 - MŠK Žilina (8.750) 2e de Slovaquie en 2014-2015 - ŠK Slovan Bratislava (9.250) 3e de Slovaquie en 2014-2015 - FC Spartak Trnava (6.250) 4e de Slovaquie en 2014-2015 - Sheriff Tiraspol (14.500) Vainqueur de la Coupe de Moldavie 2014-2015 - Dacia Chișinău (4.500) 2e de Moldavie en 2014-2015 - FC Saxan (2.000) 5e de Moldavie en 2014-2015 - Inter Bakou (5.000) 2e d'Azerbaïdjan en 2014-2015 - FK Qabala (2.750) 3e d'Azerbaïdjan en 2014-2015 - Neftchi Bakou (9.000) 4e d'Azerbaïdjan en 2014-2015 - Dinamo Tbilissi (6.875) Vainqueur de la Coupe de Géorgie 2014-2015 - Dinamo Batoum (1.875) 2e de Géorgie en 2014-2015 - Spartak Tskhinvali (1.875) 4e de Géorgie en 2014-2015 - Kairat Almaty (2.575) Vainqueur de la Coupe du Kazakhstan 2014 - FK Aktobe (8.575)2e du Kazakhstan en 2014 - Ordabasy Chymkent (2.575) 4e du Kazakhstan en 2014 - Olimpik Sarajevo (1.500) Vainqueur de la Coupe de Bosnie-Herzégovine 2014-2015 - Željezničar Sarajevo (6.000) 2e de Bosnie-Herzégovine en 2014-2015 - Zrinjski Mostar (4.000) 3e de Bosnie-Herzégovine en 2014-2015 | - Prix du fair play UEFA : - Go Ahead Eagles (8.195) - West Ham (16.078) - UC Dublin (1.150) - FC Botoșani (5.259) 8e de Roumanie en 2014-2015 - Betar Jérusalem (4.200) 4e d'Israël en 2014-2015 - Apollon Limassol (10.460) 3e de Chypre en 2014-2015 - Omonia Nicosie (10.460) 4e de Chypre en 2014-2015 - Brøndby IF (7.460) 3e du Danemark en 2014-2015 - Randers FC (5.960) 4e du Danemark en 2014-2015 - HNK Hajduk Split (11.200) 3e de Croatie en 2014-2015 - NK Lokomotiva Zagreb (5.200) 4e de Croatie en 2014-2015 - Jagiellonia Białystok (5.550) 3e de Pologne en 2014-2015 - Śląsk Wrocław (8.800) 4e de Pologne en 2014-2015 - Chakhtior Soligorsk (7.150) 3e de Biélorussie en 2014 - Torpedo Jodzina (4.650) 4e de Biélorussie en 2014 - Aberdeen FC (4.580) 2e d'Écosse en 2014-2015 - St Johnstone (6.080) 4e d'Écosse en 2014-2015 - AIK Fotboll (9.045) 3e de Suède en 2014 - IF Elfsborg (11.545) 4e de Suède en 2014 - PFK Beroe Stara Zagora (4.850) 2e de Bulgarie en 2014-2015 - PFC Litex Lovetch (6.850) 4e de Bulgarie en 2014-2015 - Rosenborg BK (11.875) 2e de Norvège en 2014 - Odds BK (2.875) 3e de Norvège en 2014 - Strømsgodset IF (5.875) 4e de Norvège en 2014 - FK Čukarički (3.275) Vainqueur de la Coupe de Serbie 2014-2015 - Étoile rouge de Belgrade (7.775) 2e de Serbie en 2014-2015 - Vojvodina Novi Sad (6.275) 4e de Serbie en 2014-2015 - Ferencváros TC (3.200) Vainqueur de la Coupe de Hongrie 2014-2015 - MTK Budapest FC (2.450) 3e de Hongrie en 2014-2015 - Debrecen VSC (7.700) 4e de Hongrie en 2014-2015 - FC Koper (4.475) Vainqueur de la Coupe de Slovénie 2014-2015 - NK Celje (3.225) 2e de Slovénie en 2014-2015 - NK Domžale (3.475) 3e de Slovénie en 2014-2015 - MŠK Žilina (8.750) 2e de Slovaquie en 2014-2015 - ŠK Slovan Bratislava (9.250) 3e de Slovaquie en 2014-2015 - FC Spartak Trnava (6.250) 4e de Slovaquie en 2014-2015 - Sheriff Tiraspol (14.500) Vainqueur de la Coupe de Moldavie 2014-2015 - Dacia Chișinău (4.500) 2e de Moldavie en 2014-2015 - FC Saxan (2.000) 5e de Moldavie en 2014-2015 - Inter Bakou (5.000) 2e d'Azerbaïdjan en 2014-2015 - FK Qabala (2.750) 3e d'Azerbaïdjan en 2014-2015 - Neftchi Bakou (9.000) 4e d'Azerbaïdjan en 2014-2015 - Dinamo Tbilissi (6.875) Vainqueur de la Coupe de Géorgie 2014-2015 - Dinamo Batoum (1.875) 2e de Géorgie en 2014-2015 - Spartak Tskhinvali (1.875) 4e de Géorgie en 2014-2015 - Kairat Almaty (2.575) Vainqueur de la Coupe du Kazakhstan 2014 - FK Aktobe (8.575)2e du Kazakhstan en 2014 - Ordabasy Chymkent (2.575) 4e du Kazakhstan en 2014 - Olimpik Sarajevo (1.500) Vainqueur de la Coupe de Bosnie-Herzégovine 2014-2015 - Željezničar Sarajevo (6.000) 2e de Bosnie-Herzégovine en 2014-2015 - Zrinjski Mostar (4.000) 3e de Bosnie-Herzégovine en 2014-2015 | - Prix du fair play UEFA : - Go Ahead Eagles (8.195) - West Ham (16.078) - UC Dublin (1.150) - FC Botoșani (5.259) 8e de Roumanie en 2014-2015 - Betar Jérusalem (4.200) 4e d'Israël en 2014-2015 - Apollon Limassol (10.460) 3e de Chypre en 2014-2015 - Omonia Nicosie (10.460) 4e de Chypre en 2014-2015 - Brøndby IF (7.460) 3e du Danemark en 2014-2015 - Randers FC (5.960) 4e du Danemark en 2014-2015 - HNK Hajduk Split (11.200) 3e de Croatie en 2014-2015 - NK Lokomotiva Zagreb (5.200) 4e de Croatie en 2014-2015 - Jagiellonia Białystok (5.550) 3e de Pologne en 2014-2015 - Śląsk Wrocław (8.800) 4e de Pologne en 2014-2015 - Chakhtior Soligorsk (7.150) 3e de Biélorussie en 2014 - Torpedo Jodzina (4.650) 4e de Biélorussie en 2014 - Aberdeen FC (4.580) 2e d'Écosse en 2014-2015 - St Johnstone (6.080) 4e d'Écosse en 2014-2015 - AIK Fotboll (9.045) 3e de Suède en 2014 - IF Elfsborg (11.545) 4e de Suède en 2014 - PFK Beroe Stara Zagora (4.850) 2e de Bulgarie en 2014-2015 - PFC Litex Lovetch (6.850) 4e de Bulgarie en 2014-2015 - Rosenborg BK (11.875) 2e de Norvège en 2014 - Odds BK (2.875) 3e de Norvège en 2014 - Strømsgodset IF (5.875) 4e de Norvège en 2014 - FK Čukarički (3.275) Vainqueur de la Coupe de Serbie 2014-2015 - Étoile rouge de Belgrade (7.775) 2e de Serbie en 2014-2015 - Vojvodina Novi Sad (6.275) 4e de Serbie en 2014-2015 - Ferencváros TC (3.200) Vainqueur de la Coupe de Hongrie 2014-2015 - MTK Budapest FC (2.450) 3e de Hongrie en 2014-2015 - Debrecen VSC (7.700) 4e de Hongrie en 2014-2015 - FC Koper (4.475) Vainqueur de la Coupe de Slovénie 2014-2015 - NK Celje (3.225) 2e de Slovénie en 2014-2015 - NK Domžale (3.475) 3e de Slovénie en 2014-2015 - MŠK Žilina (8.750) 2e de Slovaquie en 2014-2015 - ŠK Slovan Bratislava (9.250) 3e de Slovaquie en 2014-2015 - FC Spartak Trnava (6.250) 4e de Slovaquie en 2014-2015 - Sheriff Tiraspol (14.500) Vainqueur de la Coupe de Moldavie 2014-2015 - Dacia Chișinău (4.500) 2e de Moldavie en 2014-2015 - FC Saxan (2.000) 5e de Moldavie en 2014-2015 - Inter Bakou (5.000) 2e d'Azerbaïdjan en 2014-2015 - FK Qabala (2.750) 3e d'Azerbaïdjan en 2014-2015 - Neftchi Bakou (9.000) 4e d'Azerbaïdjan en 2014-2015 - Dinamo Tbilissi (6.875) Vainqueur de la Coupe de Géorgie 2014-2015 - Dinamo Batoum (1.875) 2e de Géorgie en 2014-2015 - Spartak Tskhinvali (1.875) 4e de Géorgie en 2014-2015 - Kairat Almaty (2.575) Vainqueur de la Coupe du Kazakhstan 2014 - FK Aktobe (8.575)2e du Kazakhstan en 2014 - Ordabasy Chymkent (2.575) 4e du Kazakhstan en 2014 - Olimpik Sarajevo (1.500) Vainqueur de la Coupe de Bosnie-Herzégovine 2014-2015 - Željezničar Sarajevo (6.000) 2e de Bosnie-Herzégovine en 2014-2015 - Zrinjski Mostar (4.000) 3e de Bosnie-Herzégovine en 2014-2015 | - Prix du fair play UEFA : - Go Ahead Eagles (8.195) - West Ham (16.078) - UC Dublin (1.150) - FC Botoșani (5.259) 8e de Roumanie en 2014-2015 - Betar Jérusalem (4.200) 4e d'Israël en 2014-2015 - Apollon Limassol (10.460) 3e de Chypre en 2014-2015 - Omonia Nicosie (10.460) 4e de Chypre en 2014-2015 - Brøndby IF (7.460) 3e du Danemark en 2014-2015 - Randers FC (5.960) 4e du Danemark en 2014-2015 - HNK Hajduk Split (11.200) 3e de Croatie en 2014-2015 - NK Lokomotiva Zagreb (5.200) 4e de Croatie en 2014-2015 - Jagiellonia Białystok (5.550) 3e de Pologne en 2014-2015 - Śląsk Wrocław (8.800) 4e de Pologne en 2014-2015 - Chakhtior Soligorsk (7.150) 3e de Biélorussie en 2014 - Torpedo Jodzina (4.650) 4e de Biélorussie en 2014 - Aberdeen FC (4.580) 2e d'Écosse en 2014-2015 - St Johnstone (6.080) 4e d'Écosse en 2014-2015 - AIK Fotboll (9.045) 3e de Suède en 2014 - IF Elfsborg (11.545) 4e de Suède en 2014 - PFK Beroe Stara Zagora (4.850) 2e de Bulgarie en 2014-2015 - PFC Litex Lovetch (6.850) 4e de Bulgarie en 2014-2015 - Rosenborg BK (11.875) 2e de Norvège en 2014 - Odds BK (2.875) 3e de Norvège en 2014 - Strømsgodset IF (5.875) 4e de Norvège en 2014 - FK Čukarički (3.275) Vainqueur de la Coupe de Serbie 2014-2015 - Étoile rouge de Belgrade (7.775) 2e de Serbie en 2014-2015 - Vojvodina Novi Sad (6.275) 4e de Serbie en 2014-2015 - Ferencváros TC (3.200) Vainqueur de la Coupe de Hongrie 2014-2015 - MTK Budapest FC (2.450) 3e de Hongrie en 2014-2015 - Debrecen VSC (7.700) 4e de Hongrie en 2014-2015 - FC Koper (4.475) Vainqueur de la Coupe de Slovénie 2014-2015 - NK Celje (3.225) 2e de Slovénie en 2014-2015 - NK Domžale (3.475) 3e de Slovénie en 2014-2015 - MŠK Žilina (8.750) 2e de Slovaquie en 2014-2015 - ŠK Slovan Bratislava (9.250) 3e de Slovaquie en 2014-2015 - FC Spartak Trnava (6.250) 4e de Slovaquie en 2014-2015 - Sheriff Tiraspol (14.500) Vainqueur de la Coupe de Moldavie 2014-2015 - Dacia Chișinău (4.500) 2e de Moldavie en 2014-2015 - FC Saxan (2.000) 5e de Moldavie en 2014-2015 - Inter Bakou (5.000) 2e d'Azerbaïdjan en 2014-2015 - FK Qabala (2.750) 3e d'Azerbaïdjan en 2014-2015 - Neftchi Bakou (9.000) 4e d'Azerbaïdjan en 2014-2015 - Dinamo Tbilissi (6.875) Vainqueur de la Coupe de Géorgie 2014-2015 - Dinamo Batoum (1.875) 2e de Géorgie en 2014-2015 - Spartak Tskhinvali (1.875) 4e de Géorgie en 2014-2015 - Kairat Almaty (2.575) Vainqueur de la Coupe du Kazakhstan 2014 - FK Aktobe (8.575)2e du Kazakhstan en 2014 - Ordabasy Chymkent (2.575) 4e du Kazakhstan en 2014 - Olimpik Sarajevo (1.500) Vainqueur de la Coupe de Bosnie-Herzégovine 2014-2015 - Željezničar Sarajevo (6.000) 2e de Bosnie-Herzégovine en 2014-2015 - Zrinjski Mostar (4.000) 3e de Bosnie-Herzégovine en 2014-2015 | - Prix du fair play UEFA : - Go Ahead Eagles (8.195) - West Ham (16.078) - UC Dublin (1.150) - FC Botoșani (5.259) 8e de Roumanie en 2014-2015 - Betar Jérusalem (4.200) 4e d'Israël en 2014-2015 - Apollon Limassol (10.460) 3e de Chypre en 2014-2015 - Omonia Nicosie (10.460) 4e de Chypre en 2014-2015 - Brøndby IF (7.460) 3e du Danemark en 2014-2015 - Randers FC (5.960) 4e du Danemark en 2014-2015 - HNK Hajduk Split (11.200) 3e de Croatie en 2014-2015 - NK Lokomotiva Zagreb (5.200) 4e de Croatie en 2014-2015 - Jagiellonia Białystok (5.550) 3e de Pologne en 2014-2015 - Śląsk Wrocław (8.800) 4e de Pologne en 2014-2015 - Chakhtior Soligorsk (7.150) 3e de Biélorussie en 2014 - Torpedo Jodzina (4.650) 4e de Biélorussie en 2014 - Aberdeen FC (4.580) 2e d'Écosse en 2014-2015 - St Johnstone (6.080) 4e d'Écosse en 2014-2015 - AIK Fotboll (9.045) 3e de Suède en 2014 - IF Elfsborg (11.545) 4e de Suède en 2014 - PFK Beroe Stara Zagora (4.850) 2e de Bulgarie en 2014-2015 - PFC Litex Lovetch (6.850) 4e de Bulgarie en 2014-2015 - Rosenborg BK (11.875) 2e de Norvège en 2014 - Odds BK (2.875) 3e de Norvège en 2014 - Strømsgodset IF (5.875) 4e de Norvège en 2014 - FK Čukarički (3.275) Vainqueur de la Coupe de Serbie 2014-2015 - Étoile rouge de Belgrade (7.775) 2e de Serbie en 2014-2015 - Vojvodina Novi Sad (6.275) 4e de Serbie en 2014-2015 - Ferencváros TC (3.200) Vainqueur de la Coupe de Hongrie 2014-2015 - MTK Budapest FC (2.450) 3e de Hongrie en 2014-2015 - Debrecen VSC (7.700) 4e de Hongrie en 2014-2015 - FC Koper (4.475) Vainqueur de la Coupe de Slovénie 2014-2015 - NK Celje (3.225) 2e de Slovénie en 2014-2015 - NK Domžale (3.475) 3e de Slovénie en 2014-2015 - MŠK Žilina (8.750) 2e de Slovaquie en 2014-2015 - ŠK Slovan Bratislava (9.250) 3e de Slovaquie en 2014-2015 - FC Spartak Trnava (6.250) 4e de Slovaquie en 2014-2015 - Sheriff Tiraspol (14.500) Vainqueur de la Coupe de Moldavie 2014-2015 - Dacia Chișinău (4.500) 2e de Moldavie en 2014-2015 - FC Saxan (2.000) 5e de Moldavie en 2014-2015 - Inter Bakou (5.000) 2e d'Azerbaïdjan en 2014-2015 - FK Qabala (2.750) 3e d'Azerbaïdjan en 2014-2015 - Neftchi Bakou (9.000) 4e d'Azerbaïdjan en 2014-2015 - Dinamo Tbilissi (6.875) Vainqueur de la Coupe de Géorgie 2014-2015 - Dinamo Batoum (1.875) 2e de Géorgie en 2014-2015 - Spartak Tskhinvali (1.875) 4e de Géorgie en 2014-2015 - Kairat Almaty (2.575) Vainqueur de la Coupe du Kazakhstan 2014 - FK Aktobe (8.575)2e du Kazakhstan en 2014 - Ordabasy Chymkent (2.575) 4e du Kazakhstan en 2014 - Olimpik Sarajevo (1.500) Vainqueur de la Coupe de Bosnie-Herzégovine 2014-2015 - Željezničar Sarajevo (6.000) 2e de Bosnie-Herzégovine en 2014-2015 - Zrinjski Mostar (4.000) 3e de Bosnie-Herzégovine en 2014-2015 | - SJK Seinäjoki (1.640) 2e de Finlande en 2014 - FC Lahti (1.640) 3e de Finlande en 2014 - VPS Vaasa (1.890) 4e de Finlande en 2014 - KR Reykjavik (5.600) Vainqueur de la Coupe d'Islande 2014 - FH Hafnarfjörður (6.100) 2e d'Islande en 2014 - Víkingur Reykjavik (1.600) 4e d'Islande en 2014 - FK Jelgava (1.600) Vainqueur de la Coupe de Lettonie 2014-2015 - Skonto Riga (3.100) 2e de Lettonie en 2014 - FK Spartaks Jurmala (0.850) 6e de Lettonie en 2014 - Mladost Podgorica (2.125) Vainqueur de la Coupe du Monténégro 2014-2015 - Sutjeska Nikšić (3.125) 2e du Monténégro en 2014-2015 - Budućnost Podgorica (3.875) 3e du Monténégro en 2014-2015 - KF Laçi (2.075) Vainqueur de la Coupe d'Albanie 2014-2015 - FK Kukësi (2.825) 2e d'Albanie en 2014-2015 - Partizan Tirana (1.075) 3e d'Albanie en 2014-2015 - Kruoja Pakruojis (1.150) 2e de Lituanie en 2014 - Atlantas Klaipėda (1.400) 3e de Lituanie en 2014 - FK Trakai (0.900) 4e de Lituanie en 2014 - Rabotnički Skopje (4.675) Vainqueur de la Coupe de Macédoine 2014-2015 - KF Shkëndija (2.675) 3e de Championnat de Macédoine 2014-2015 - Renova Džepčište (2.925) 4e de Championnat de Macédoine 2014-2015 - St. Patrick's Athletic FC (4.400) Vainqueur de la Coupe d'Irlande 2014 - Cork City (1.150) 2e d'Irlande en 2014 - Shamrock Rovers (5.150) 4e d'Irlande en 2014 - FC Differdange 03 (4.775) Vainqueur de la Coupe du Luxembourg 2014-2015 - F91 Dudelange (5.025) 3e du Luxembourg en 2014-2015 - FC Progrès Niederkorn (1.025) 4e du Luxembourg en 2014-2015 - Birkirkara FC (3.591) Vainqueur de la Coupe de Malte 2014-2015 - Valletta FC (4.841) 2e de Malte en 2014-2015 - Balzan FC (0.841) 4e de Malte en 2014-2015 - FC Vaduz (3.450) Vainqueur de la Coupe du Liechtenstein 2014-2015 - Glentoran FC (1.975) Vainqueur de la Coupe d'Irlande du Nord 2014-2015 - Linfield FC (4.975) 2e d'Irlande du Nord en 2014-2015 - Glenavon FC (1.225) 3e d'Irlande du Nord en 2014-2015 - Bala Town (0.825) 2e du Pays de Galles en 2014-2015 - Airbus UK Broughton (1.075) 3e du Pays de Galles en 2014-2015 - Newtown AFC (0.575) Vainqueur des playoffs du Pays de Galles en 2014-2015 - Ulisses FC (2.050) 2e d'Arménie en 2014-2015 - Shirak FC (2.300) 3e d'Arménie en 2014-2015 - Alashkert FC (0.550) 4e d'Arménie en 2014-2015 - Nõmme Kalju (3.200) Vainqueur de la Coupe d'Estonie 2014-2015 - Sillamäe Kalev (1.700) 2e d'Estonie en 2014 - Flora Tallinn (3.200) 3e d'Estonie en 2014 - Víkingur Gøta (2.950) Vainqueur de la Coupe des îles Féroé 2014 - HB Tórshavn (3.950) 2e des îles Féroé en 2014 - NSÍ Runavík (1.450) 4e des îles Féroé en 2014 - AC Juvenes/Dogana (0.599) 2e de Saint-Marin en 2014-2015 - La Fiorita (1.099) 3e de Saint-Marin en 2014-2015 - Sant Julià (1.416) Vainqueur de la Coupe d'Andorre 2014-2015 - FC Lusitanos (1.666) 2e de Andorre en 2014-2015 - Europa FC (0.300) 2e de Gibraltar en 2014-2015 | - SJK Seinäjoki (1.640) 2e de Finlande en 2014 - FC Lahti (1.640) 3e de Finlande en 2014 - VPS Vaasa (1.890) 4e de Finlande en 2014 - KR Reykjavik (5.600) Vainqueur de la Coupe d'Islande 2014 - FH Hafnarfjörður (6.100) 2e d'Islande en 2014 - Víkingur Reykjavik (1.600) 4e d'Islande en 2014 - FK Jelgava (1.600) Vainqueur de la Coupe de Lettonie 2014-2015 - Skonto Riga (3.100) 2e de Lettonie en 2014 - FK Spartaks Jurmala (0.850) 6e de Lettonie en 2014 - Mladost Podgorica (2.125) Vainqueur de la Coupe du Monténégro 2014-2015 - Sutjeska Nikšić (3.125) 2e du Monténégro en 2014-2015 - Budućnost Podgorica (3.875) 3e du Monténégro en 2014-2015 - KF Laçi (2.075) Vainqueur de la Coupe d'Albanie 2014-2015 - FK Kukësi (2.825) 2e d'Albanie en 2014-2015 - Partizan Tirana (1.075) 3e d'Albanie en 2014-2015 - Kruoja Pakruojis (1.150) 2e de Lituanie en 2014 - Atlantas Klaipėda (1.400) 3e de Lituanie en 2014 - FK Trakai (0.900) 4e de Lituanie en 2014 - Rabotnički Skopje (4.675) Vainqueur de la Coupe de Macédoine 2014-2015 - KF Shkëndija (2.675) 3e de Championnat de Macédoine 2014-2015 - Renova Džepčište (2.925) 4e de Championnat de Macédoine 2014-2015 - St. Patrick's Athletic FC (4.400) Vainqueur de la Coupe d'Irlande 2014 - Cork City (1.150) 2e d'Irlande en 2014 - Shamrock Rovers (5.150) 4e d'Irlande en 2014 - FC Differdange 03 (4.775) Vainqueur de la Coupe du Luxembourg 2014-2015 - F91 Dudelange (5.025) 3e du Luxembourg en 2014-2015 - FC Progrès Niederkorn (1.025) 4e du Luxembourg en 2014-2015 - Birkirkara FC (3.591) Vainqueur de la Coupe de Malte 2014-2015 - Valletta FC (4.841) 2e de Malte en 2014-2015 - Balzan FC (0.841) 4e de Malte en 2014-2015 - FC Vaduz (3.450) Vainqueur de la Coupe du Liechtenstein 2014-2015 - Glentoran FC (1.975) Vainqueur de la Coupe d'Irlande du Nord 2014-2015 - Linfield FC (4.975) 2e d'Irlande du Nord en 2014-2015 - Glenavon FC (1.225) 3e d'Irlande du Nord en 2014-2015 - Bala Town (0.825) 2e du Pays de Galles en 2014-2015 - Airbus UK Broughton (1.075) 3e du Pays de Galles en 2014-2015 - Newtown AFC (0.575) Vainqueur des playoffs du Pays de Galles en 2014-2015 - Ulisses FC (2.050) 2e d'Arménie en 2014-2015 - Shirak FC (2.300) 3e d'Arménie en 2014-2015 - Alashkert FC (0.550) 4e d'Arménie en 2014-2015 - Nõmme Kalju (3.200) Vainqueur de la Coupe d'Estonie 2014-2015 - Sillamäe Kalev (1.700) 2e d'Estonie en 2014 - Flora Tallinn (3.200) 3e d'Estonie en 2014 - Víkingur Gøta (2.950) Vainqueur de la Coupe des îles Féroé 2014 - HB Tórshavn (3.950) 2e des îles Féroé en 2014 - NSÍ Runavík (1.450) 4e des îles Féroé en 2014 - AC Juvenes/Dogana (0.599) 2e de Saint-Marin en 2014-2015 - La Fiorita (1.099) 3e de Saint-Marin en 2014-2015 - Sant Julià (1.416) Vainqueur de la Coupe d'Andorre 2014-2015 - FC Lusitanos (1.666) 2e de Andorre en 2014-2015 - Europa FC (0.300) 2e de Gibraltar en 2014-2015 | - SJK Seinäjoki (1.640) 2e de Finlande en 2014 - FC Lahti (1.640) 3e de Finlande en 2014 - VPS Vaasa (1.890) 4e de Finlande en 2014 - KR Reykjavik (5.600) Vainqueur de la Coupe d'Islande 2014 - FH Hafnarfjörður (6.100) 2e d'Islande en 2014 - Víkingur Reykjavik (1.600) 4e d'Islande en 2014 - FK Jelgava (1.600) Vainqueur de la Coupe de Lettonie 2014-2015 - Skonto Riga (3.100) 2e de Lettonie en 2014 - FK Spartaks Jurmala (0.850) 6e de Lettonie en 2014 - Mladost Podgorica (2.125) Vainqueur de la Coupe du Monténégro 2014-2015 - Sutjeska Nikšić (3.125) 2e du Monténégro en 2014-2015 - Budućnost Podgorica (3.875) 3e du Monténégro en 2014-2015 - KF Laçi (2.075) Vainqueur de la Coupe d'Albanie 2014-2015 - FK Kukësi (2.825) 2e d'Albanie en 2014-2015 - Partizan Tirana (1.075) 3e d'Albanie en 2014-2015 - Kruoja Pakruojis (1.150) 2e de Lituanie en 2014 - Atlantas Klaipėda (1.400) 3e de Lituanie en 2014 - FK Trakai (0.900) 4e de Lituanie en 2014 - Rabotnički Skopje (4.675) Vainqueur de la Coupe de Macédoine 2014-2015 - KF Shkëndija (2.675) 3e de Championnat de Macédoine 2014-2015 - Renova Džepčište (2.925) 4e de Championnat de Macédoine 2014-2015 - St. Patrick's Athletic FC (4.400) Vainqueur de la Coupe d'Irlande 2014 - Cork City (1.150) 2e d'Irlande en 2014 - Shamrock Rovers (5.150) 4e d'Irlande en 2014 - FC Differdange 03 (4.775) Vainqueur de la Coupe du Luxembourg 2014-2015 - F91 Dudelange (5.025) 3e du Luxembourg en 2014-2015 - FC Progrès Niederkorn (1.025) 4e du Luxembourg en 2014-2015 - Birkirkara FC (3.591) Vainqueur de la Coupe de Malte 2014-2015 - Valletta FC (4.841) 2e de Malte en 2014-2015 - Balzan FC (0.841) 4e de Malte en 2014-2015 - FC Vaduz (3.450) Vainqueur de la Coupe du Liechtenstein 2014-2015 - Glentoran FC (1.975) Vainqueur de la Coupe d'Irlande du Nord 2014-2015 - Linfield FC (4.975) 2e d'Irlande du Nord en 2014-2015 - Glenavon FC (1.225) 3e d'Irlande du Nord en 2014-2015 - Bala Town (0.825) 2e du Pays de Galles en 2014-2015 - Airbus UK Broughton (1.075) 3e du Pays de Galles en 2014-2015 - Newtown AFC (0.575) Vainqueur des playoffs du Pays de Galles en 2014-2015 - Ulisses FC (2.050) 2e d'Arménie en 2014-2015 - Shirak FC (2.300) 3e d'Arménie en 2014-2015 - Alashkert FC (0.550) 4e d'Arménie en 2014-2015 - Nõmme Kalju (3.200) Vainqueur de la Coupe d'Estonie 2014-2015 - Sillamäe Kalev (1.700) 2e d'Estonie en 2014 - Flora Tallinn (3.200) 3e d'Estonie en 2014 - Víkingur Gøta (2.950) Vainqueur de la Coupe des îles Féroé 2014 - HB Tórshavn (3.950) 2e des îles Féroé en 2014 - NSÍ Runavík (1.450) 4e des îles Féroé en 2014 - AC Juvenes/Dogana (0.599) 2e de Saint-Marin en 2014-2015 - La Fiorita (1.099) 3e de Saint-Marin en 2014-2015 - Sant Julià (1.416) Vainqueur de la Coupe d'Andorre 2014-2015 - FC Lusitanos (1.666) 2e de Andorre en 2014-2015 - Europa FC (0.300) 2e de Gibraltar en 2014-2015 | - SJK Seinäjoki (1.640) 2e de Finlande en 2014 - FC Lahti (1.640) 3e de Finlande en 2014 - VPS Vaasa (1.890) 4e de Finlande en 2014 - KR Reykjavik (5.600) Vainqueur de la Coupe d'Islande 2014 - FH Hafnarfjörður (6.100) 2e d'Islande en 2014 - Víkingur Reykjavik (1.600) 4e d'Islande en 2014 - FK Jelgava (1.600) Vainqueur de la Coupe de Lettonie 2014-2015 - Skonto Riga (3.100) 2e de Lettonie en 2014 - FK Spartaks Jurmala (0.850) 6e de Lettonie en 2014 - Mladost Podgorica (2.125) Vainqueur de la Coupe du Monténégro 2014-2015 - Sutjeska Nikšić (3.125) 2e du Monténégro en 2014-2015 - Budućnost Podgorica (3.875) 3e du Monténégro en 2014-2015 - KF Laçi (2.075) Vainqueur de la Coupe d'Albanie 2014-2015 - FK Kukësi (2.825) 2e d'Albanie en 2014-2015 - Partizan Tirana (1.075) 3e d'Albanie en 2014-2015 - Kruoja Pakruojis (1.150) 2e de Lituanie en 2014 - Atlantas Klaipėda (1.400) 3e de Lituanie en 2014 - FK Trakai (0.900) 4e de Lituanie en 2014 - Rabotnički Skopje (4.675) Vainqueur de la Coupe de Macédoine 2014-2015 - KF Shkëndija (2.675) 3e de Championnat de Macédoine 2014-2015 - Renova Džepčište (2.925) 4e de Championnat de Macédoine 2014-2015 - St. Patrick's Athletic FC (4.400) Vainqueur de la Coupe d'Irlande 2014 - Cork City (1.150) 2e d'Irlande en 2014 - Shamrock Rovers (5.150) 4e d'Irlande en 2014 - FC Differdange 03 (4.775) Vainqueur de la Coupe du Luxembourg 2014-2015 - F91 Dudelange (5.025) 3e du Luxembourg en 2014-2015 - FC Progrès Niederkorn (1.025) 4e du Luxembourg en 2014-2015 - Birkirkara FC (3.591) Vainqueur de la Coupe de Malte 2014-2015 - Valletta FC (4.841) 2e de Malte en 2014-2015 - Balzan FC (0.841) 4e de Malte en 2014-2015 - FC Vaduz (3.450) Vainqueur de la Coupe du Liechtenstein 2014-2015 - Glentoran FC (1.975) Vainqueur de la Coupe d'Irlande du Nord 2014-2015 - Linfield FC (4.975) 2e d'Irlande du Nord en 2014-2015 - Glenavon FC (1.225) 3e d'Irlande du Nord en 2014-2015 - Bala Town (0.825) 2e du Pays de Galles en 2014-2015 - Airbus UK Broughton (1.075) 3e du Pays de Galles en 2014-2015 - Newtown AFC (0.575) Vainqueur des playoffs du Pays de Galles en 2014-2015 - Ulisses FC (2.050) 2e d'Arménie en 2014-2015 - Shirak FC (2.300) 3e d'Arménie en 2014-2015 - Alashkert FC (0.550) 4e d'Arménie en 2014-2015 - Nõmme Kalju (3.200) Vainqueur de la Coupe d'Estonie 2014-2015 - Sillamäe Kalev (1.700) 2e d'Estonie en 2014 - Flora Tallinn (3.200) 3e d'Estonie en 2014 - Víkingur Gøta (2.950) Vainqueur de la Coupe des îles Féroé 2014 - HB Tórshavn (3.950) 2e des îles Féroé en 2014 - NSÍ Runavík (1.450) 4e des îles Féroé en 2014 - AC Juvenes/Dogana (0.599) 2e de Saint-Marin en 2014-2015 - La Fiorita (1.099) 3e de Saint-Marin en 2014-2015 - Sant Julià (1.416) Vainqueur de la Coupe d'Andorre 2014-2015 - FC Lusitanos (1.666) 2e de Andorre en 2014-2015 - Europa FC (0.300) 2e de Gibraltar en 2014-2015 | - SJK Seinäjoki (1.640) 2e de Finlande en 2014 - FC Lahti (1.640) 3e de Finlande en 2014 - VPS Vaasa (1.890) 4e de Finlande en 2014 - KR Reykjavik (5.600) Vainqueur de la Coupe d'Islande 2014 - FH Hafnarfjörður (6.100) 2e d'Islande en 2014 - Víkingur Reykjavik (1.600) 4e d'Islande en 2014 - FK Jelgava (1.600) Vainqueur de la Coupe de Lettonie 2014-2015 - Skonto Riga (3.100) 2e de Lettonie en 2014 - FK Spartaks Jurmala (0.850) 6e de Lettonie en 2014 - Mladost Podgorica (2.125) Vainqueur de la Coupe du Monténégro 2014-2015 - Sutjeska Nikšić (3.125) 2e du Monténégro en 2014-2015 - Budućnost Podgorica (3.875) 3e du Monténégro en 2014-2015 - KF Laçi (2.075) Vainqueur de la Coupe d'Albanie 2014-2015 - FK Kukësi (2.825) 2e d'Albanie en 2014-2015 - Partizan Tirana (1.075) 3e d'Albanie en 2014-2015 - Kruoja Pakruojis (1.150) 2e de Lituanie en 2014 - Atlantas Klaipėda (1.400) 3e de Lituanie en 2014 - FK Trakai (0.900) 4e de Lituanie en 2014 - Rabotnički Skopje (4.675) Vainqueur de la Coupe de Macédoine 2014-2015 - KF Shkëndija (2.675) 3e de Championnat de Macédoine 2014-2015 - Renova Džepčište (2.925) 4e de Championnat de Macédoine 2014-2015 - St. Patrick's Athletic FC (4.400) Vainqueur de la Coupe d'Irlande 2014 - Cork City (1.150) 2e d'Irlande en 2014 - Shamrock Rovers (5.150) 4e d'Irlande en 2014 - FC Differdange 03 (4.775) Vainqueur de la Coupe du Luxembourg 2014-2015 - F91 Dudelange (5.025) 3e du Luxembourg en 2014-2015 - FC Progrès Niederkorn (1.025) 4e du Luxembourg en 2014-2015 - Birkirkara FC (3.591) Vainqueur de la Coupe de Malte 2014-2015 - Valletta FC (4.841) 2e de Malte en 2014-2015 - Balzan FC (0.841) 4e de Malte en 2014-2015 - FC Vaduz (3.450) Vainqueur de la Coupe du Liechtenstein 2014-2015 - Glentoran FC (1.975) Vainqueur de la Coupe d'Irlande du Nord 2014-2015 - Linfield FC (4.975) 2e d'Irlande du Nord en 2014-2015 - Glenavon FC (1.225) 3e d'Irlande du Nord en 2014-2015 - Bala Town (0.825) 2e du Pays de Galles en 2014-2015 - Airbus UK Broughton (1.075) 3e du Pays de Galles en 2014-2015 - Newtown AFC (0.575) Vainqueur des playoffs du Pays de Galles en 2014-2015 - Ulisses FC (2.050) 2e d'Arménie en 2014-2015 - Shirak FC (2.300) 3e d'Arménie en 2014-2015 - Alashkert FC (0.550) 4e d'Arménie en 2014-2015 - Nõmme Kalju (3.200) Vainqueur de la Coupe d'Estonie 2014-2015 - Sillamäe Kalev (1.700) 2e d'Estonie en 2014 - Flora Tallinn (3.200) 3e d'Estonie en 2014 - Víkingur Gøta (2.950) Vainqueur de la Coupe des îles Féroé 2014 - HB Tórshavn (3.950) 2e des îles Féroé en 2014 - NSÍ Runavík (1.450) 4e des îles Féroé en 2014 - AC Juvenes/Dogana (0.599) 2e de Saint-Marin en 2014-2015 - La Fiorita (1.099) 3e de Saint-Marin en 2014-2015 - Sant Julià (1.416) Vainqueur de la Coupe d'Andorre 2014-2015 - FC Lusitanos (1.666) 2e de Andorre en 2014-2015 - Europa FC (0.300) 2e de Gibraltar en 2014-2015 | - SJK Seinäjoki (1.640) 2e de Finlande en 2014 - FC Lahti (1.640) 3e de Finlande en 2014 - VPS Vaasa (1.890) 4e de Finlande en 2014 - KR Reykjavik (5.600) Vainqueur de la Coupe d'Islande 2014 - FH Hafnarfjörður (6.100) 2e d'Islande en 2014 - Víkingur Reykjavik (1.600) 4e d'Islande en 2014 - FK Jelgava (1.600) Vainqueur de la Coupe de Lettonie 2014-2015 - Skonto Riga (3.100) 2e de Lettonie en 2014 - FK Spartaks Jurmala (0.850) 6e de Lettonie en 2014 - Mladost Podgorica (2.125) Vainqueur de la Coupe du Monténégro 2014-2015 - Sutjeska Nikšić (3.125) 2e du Monténégro en 2014-2015 - Budućnost Podgorica (3.875) 3e du Monténégro en 2014-2015 - KF Laçi (2.075) Vainqueur de la Coupe d'Albanie 2014-2015 - FK Kukësi (2.825) 2e d'Albanie en 2014-2015 - Partizan Tirana (1.075) 3e d'Albanie en 2014-2015 - Kruoja Pakruojis (1.150) 2e de Lituanie en 2014 - Atlantas Klaipėda (1.400) 3e de Lituanie en 2014 - FK Trakai (0.900) 4e de Lituanie en 2014 - Rabotnički Skopje (4.675) Vainqueur de la Coupe de Macédoine 2014-2015 - KF Shkëndija (2.675) 3e de Championnat de Macédoine 2014-2015 - Renova Džepčište (2.925) 4e de Championnat de Macédoine 2014-2015 - St. Patrick's Athletic FC (4.400) Vainqueur de la Coupe d'Irlande 2014 - Cork City (1.150) 2e d'Irlande en 2014 - Shamrock Rovers (5.150) 4e d'Irlande en 2014 - FC Differdange 03 (4.775) Vainqueur de la Coupe du Luxembourg 2014-2015 - F91 Dudelange (5.025) 3e du Luxembourg en 2014-2015 - FC Progrès Niederkorn (1.025) 4e du Luxembourg en 2014-2015 - Birkirkara FC (3.591) Vainqueur de la Coupe de Malte 2014-2015 - Valletta FC (4.841) 2e de Malte en 2014-2015 - Balzan FC (0.841) 4e de Malte en 2014-2015 - FC Vaduz (3.450) Vainqueur de la Coupe du Liechtenstein 2014-2015 - Glentoran FC (1.975) Vainqueur de la Coupe d'Irlande du Nord 2014-2015 - Linfield FC (4.975) 2e d'Irlande du Nord en 2014-2015 - Glenavon FC (1.225) 3e d'Irlande du Nord en 2014-2015 - Bala Town (0.825) 2e du Pays de Galles en 2014-2015 - Airbus UK Broughton (1.075) 3e du Pays de Galles en 2014-2015 - Newtown AFC (0.575) Vainqueur des playoffs du Pays de Galles en 2014-2015 - Ulisses FC (2.050) 2e d'Arménie en 2014-2015 - Shirak FC (2.300) 3e d'Arménie en 2014-2015 - Alashkert FC (0.550) 4e d'Arménie en 2014-2015 - Nõmme Kalju (3.200) Vainqueur de la Coupe d'Estonie 2014-2015 - Sillamäe Kalev (1.700) 2e d'Estonie en 2014 - Flora Tallinn (3.200) 3e d'Estonie en 2014 - Víkingur Gøta (2.950) Vainqueur de la Coupe des îles Féroé 2014 - HB Tórshavn (3.950) 2e des îles Féroé en 2014 - NSÍ Runavík (1.450) 4e des îles Féroé en 2014 - AC Juvenes/Dogana (0.599) 2e de Saint-Marin en 2014-2015 - La Fiorita (1.099) 3e de Saint-Marin en 2014-2015 - Sant Julià (1.416) Vainqueur de la Coupe d'Andorre 2014-2015 - FC Lusitanos (1.666) 2e de Andorre en 2014-2015 - Europa FC (0.300) 2e de Gibraltar en 2014-2015 | - SJK Seinäjoki (1.640) 2e de Finlande en 2014 - FC Lahti (1.640) 3e de Finlande en 2014 - VPS Vaasa (1.890) 4e de Finlande en 2014 - KR Reykjavik (5.600) Vainqueur de la Coupe d'Islande 2014 - FH Hafnarfjörður (6.100) 2e d'Islande en 2014 - Víkingur Reykjavik (1.600) 4e d'Islande en 2014 - FK Jelgava (1.600) Vainqueur de la Coupe de Lettonie 2014-2015 - Skonto Riga (3.100) 2e de Lettonie en 2014 - FK Spartaks Jurmala (0.850) 6e de Lettonie en 2014 - Mladost Podgorica (2.125) Vainqueur de la Coupe du Monténégro 2014-2015 - Sutjeska Nikšić (3.125) 2e du Monténégro en 2014-2015 - Budućnost Podgorica (3.875) 3e du Monténégro en 2014-2015 - KF Laçi (2.075) Vainqueur de la Coupe d'Albanie 2014-2015 - FK Kukësi (2.825) 2e d'Albanie en 2014-2015 - Partizan Tirana (1.075) 3e d'Albanie en 2014-2015 - Kruoja Pakruojis (1.150) 2e de Lituanie en 2014 - Atlantas Klaipėda (1.400) 3e de Lituanie en 2014 - FK Trakai (0.900) 4e de Lituanie en 2014 - Rabotnički Skopje (4.675) Vainqueur de la Coupe de Macédoine 2014-2015 - KF Shkëndija (2.675) 3e de Championnat de Macédoine 2014-2015 - Renova Džepčište (2.925) 4e de Championnat de Macédoine 2014-2015 - St. Patrick's Athletic FC (4.400) Vainqueur de la Coupe d'Irlande 2014 - Cork City (1.150) 2e d'Irlande en 2014 - Shamrock Rovers (5.150) 4e d'Irlande en 2014 - FC Differdange 03 (4.775) Vainqueur de la Coupe du Luxembourg 2014-2015 - F91 Dudelange (5.025) 3e du Luxembourg en 2014-2015 - FC Progrès Niederkorn (1.025) 4e du Luxembourg en 2014-2015 - Birkirkara FC (3.591) Vainqueur de la Coupe de Malte 2014-2015 - Valletta FC (4.841) 2e de Malte en 2014-2015 - Balzan FC (0.841) 4e de Malte en 2014-2015 - FC Vaduz (3.450) Vainqueur de la Coupe du Liechtenstein 2014-2015 - Glentoran FC (1.975) Vainqueur de la Coupe d'Irlande du Nord 2014-2015 - Linfield FC (4.975) 2e d'Irlande du Nord en 2014-2015 - Glenavon FC (1.225) 3e d'Irlande du Nord en 2014-2015 - Bala Town (0.825) 2e du Pays de Galles en 2014-2015 - Airbus UK Broughton (1.075) 3e du Pays de Galles en 2014-2015 - Newtown AFC (0.575) Vainqueur des playoffs du Pays de Galles en 2014-2015 - Ulisses FC (2.050) 2e d'Arménie en 2014-2015 - Shirak FC (2.300) 3e d'Arménie en 2014-2015 - Alashkert FC (0.550) 4e d'Arménie en 2014-2015 - Nõmme Kalju (3.200) Vainqueur de la Coupe d'Estonie 2014-2015 - Sillamäe Kalev (1.700) 2e d'Estonie en 2014 - Flora Tallinn (3.200) 3e d'Estonie en 2014 - Víkingur Gøta (2.950) Vainqueur de la Coupe des îles Féroé 2014 - HB Tórshavn (3.950) 2e des îles Féroé en 2014 - NSÍ Runavík (1.450) 4e des îles Féroé en 2014 - AC Juvenes/Dogana (0.599) 2e de Saint-Marin en 2014-2015 - La Fiorita (1.099) 3e de Saint-Marin en 2014-2015 - Sant Julià (1.416) Vainqueur de la Coupe d'Andorre 2014-2015 - FC Lusitanos (1.666) 2e de Andorre en 2014-2015 - Europa FC (0.300) 2e de Gibraltar en 2014-2015 | - SJK Seinäjoki (1.640) 2e de Finlande en 2014 - FC Lahti (1.640) 3e de Finlande en 2014 - VPS Vaasa (1.890) 4e de Finlande en 2014 - KR Reykjavik (5.600) Vainqueur de la Coupe d'Islande 2014 - FH Hafnarfjörður (6.100) 2e d'Islande en 2014 - Víkingur Reykjavik (1.600) 4e d'Islande en 2014 - FK Jelgava (1.600) Vainqueur de la Coupe de Lettonie 2014-2015 - Skonto Riga (3.100) 2e de Lettonie en 2014 - FK Spartaks Jurmala (0.850) 6e de Lettonie en 2014 - Mladost Podgorica (2.125) Vainqueur de la Coupe du Monténégro 2014-2015 - Sutjeska Nikšić (3.125) 2e du Monténégro en 2014-2015 - Budućnost Podgorica (3.875) 3e du Monténégro en 2014-2015 - KF Laçi (2.075) Vainqueur de la Coupe d'Albanie 2014-2015 - FK Kukësi (2.825) 2e d'Albanie en 2014-2015 - Partizan Tirana (1.075) 3e d'Albanie en 2014-2015 - Kruoja Pakruojis (1.150) 2e de Lituanie en 2014 - Atlantas Klaipėda (1.400) 3e de Lituanie en 2014 - FK Trakai (0.900) 4e de Lituanie en 2014 - Rabotnički Skopje (4.675) Vainqueur de la Coupe de Macédoine 2014-2015 - KF Shkëndija (2.675) 3e de Championnat de Macédoine 2014-2015 - Renova Džepčište (2.925) 4e de Championnat de Macédoine 2014-2015 - St. Patrick's Athletic FC (4.400) Vainqueur de la Coupe d'Irlande 2014 - Cork City (1.150) 2e d'Irlande en 2014 - Shamrock Rovers (5.150) 4e d'Irlande en 2014 - FC Differdange 03 (4.775) Vainqueur de la Coupe du Luxembourg 2014-2015 - F91 Dudelange (5.025) 3e du Luxembourg en 2014-2015 - FC Progrès Niederkorn (1.025) 4e du Luxembourg en 2014-2015 - Birkirkara FC (3.591) Vainqueur de la Coupe de Malte 2014-2015 - Valletta FC (4.841) 2e de Malte en 2014-2015 - Balzan FC (0.841) 4e de Malte en 2014-2015 - FC Vaduz (3.450) Vainqueur de la Coupe du Liechtenstein 2014-2015 - Glentoran FC (1.975) Vainqueur de la Coupe d'Irlande du Nord 2014-2015 - Linfield FC (4.975) 2e d'Irlande du Nord en 2014-2015 - Glenavon FC (1.225) 3e d'Irlande du Nord en 2014-2015 - Bala Town (0.825) 2e du Pays de Galles en 2014-2015 - Airbus UK Broughton (1.075) 3e du Pays de Galles en 2014-2015 - Newtown AFC (0.575) Vainqueur des playoffs du Pays de Galles en 2014-2015 - Ulisses FC (2.050) 2e d'Arménie en 2014-2015 - Shirak FC (2.300) 3e d'Arménie en 2014-2015 - Alashkert FC (0.550) 4e d'Arménie en 2014-2015 - Nõmme Kalju (3.200) Vainqueur de la Coupe d'Estonie 2014-2015 - Sillamäe Kalev (1.700) 2e d'Estonie en 2014 - Flora Tallinn (3.200) 3e d'Estonie en 2014 - Víkingur Gøta (2.950) Vainqueur de la Coupe des îles Féroé 2014 - HB Tórshavn (3.950) 2e des îles Féroé en 2014 - NSÍ Runavík (1.450) 4e des îles Féroé en 2014 - AC Juvenes/Dogana (0.599) 2e de Saint-Marin en 2014-2015 - La Fiorita (1.099) 3e de Saint-Marin en 2014-2015 - Sant Julià (1.416) Vainqueur de la Coupe d'Andorre 2014-2015 - FC Lusitanos (1.666) 2e de Andorre en 2014-2015 - Europa FC (0.300) 2e de Gibraltar en 2014-2015 |

## Calendrier
| Nom                                                          | Tirage au sort         | Date aller                          | Date retour                        | Équipes participantes |
| ------------------------------------------------------------ | ---------------------- | ----------------------------------- | ---------------------------------- | --------------------- |
| Tours de qualification (2015)                                |                        |                                     |                                    |                       |
| Premier tour de qualification                                | 22 juin Nyon           | 2 juillet                           | 9 juillet                          | 102                   |
| Deuxième tour de qualification                               | 22 juin Nyon           | 16 juillet                          | 23 juillet                         | 66 (51 + 15)          |
| Troisième tour de qualification                              | 17 juillet Nyon        | 30 juillet                          | 6 août                             | 58 (33 + 25)          |
| Tour de barrages                                             | 7 août Nyon            | 20 août                             | 27 août                            | 44 (29 + 15)          |
| Phase de groupes (2015)                                      |                        |                                     |                                    |                       |
| Journées 1 et 5 Journées 2 et 6 Journées 3 et 4              | 28 août Monaco         | 17 septembre 1er octobre 22 octobre | 26 novembre 10 décembre 5 novembre | 48 (16 + 22 + 10)     |
| Phase finale (2016)                                          |                        |                                     |                                    |                       |
| Seizièmes de finale                                          | 14 décembre 2015 Nyon  | 18 février                          | 25 février                         | 32 (24 + 8)           |
| Huitièmes de finale                                          | 26 février 2016 Nyon   | 10 mars                             | 17 mars                            | 16                    |
| Quarts de finale                                             | 18 mars 2016 Nyon      | 7 avril                             | 14 avril                           | 8                     |
| Demi-finales                                                 | 15 avril 2016 Nyon     | 28 avril                            | 5 mai                              | 4                     |
| Finale                                                       | mercredi 18 mai à Bâle | mercredi 18 mai à Bâle              | mercredi 18 mai à Bâle             | 2                     |
| en italique club repêché provenant de la Ligue des champions |                        |                                     |                                    |                       |

## Tours de qualification
Les équipes marquées d'un astérisque sont têtes de série lors du tirage au sort et ne peuvent se rencontrer.

### Premier tour de qualification
| Équipe                    | Aller | Total  | Retour  | Équipe                   |
| ------------------------- | ----- | ------ | ------- | ------------------------ |
| Víkingur Reykjavik        | 0 - 1 | 2 - 3  | 2 - 2   | NK Koper*                |
| Newtown AFC               | 2 - 1 | 4 - 2  | 2 - 1   | Valletta FC*             |
| Glenavon                  | 1 - 2 | 1 - 5  | 0 - 3   | Shakhtyor Soligorsk*     |
| *Linfield FC              | 2 - 0 | 5 - 4  | 3 - 4   | NSÍ Runavík              |
| FK Atlantas Klaipėda      | 0 - 2 | 1 - 5  | 1 - 3   | PFK Beroe Stara Zagora*  |
| *FK Budućnost Podgorica   | 1 - 3 | 1 - 3  | 0 - 0   | FK Spartaks Jurmala      |
| FC Progrès Niederkorn     | 0 - 0 | 0 - 3  | 0 - 3   | Shamrock Rovers*         |
| Cork City FC              | 1 - 1 | 2 - 3  | 1 - 2ap | KR Reykjavik*            |
| UCD Dublin                | 1 - 0 | E2 - 2 | 1 - 2   | F91 Dudelange*           |
| *Sheriff Tiraspol         | 0 - 3 | 0 - 3  | 0 - 0   | Odd Grenland             |
| *Dinamo Tbilissi          | 2 - 1 | 2 - 3  | 0 - 2   | FK Qabala                |
| *Differdange 03           | 3 - 1 | 4 - 3  | 1 - 2   | Bala Town                |
| *Brøndby IF               | 9 - 0 | 11 - 0 | 2 - 0   | AC Juvenes/Dogana        |
| *Debrecen VSC             | 3 - 0 | 3 - 2  | 0 - 2   | FK Sutjeska              |
| *Étoile rouge de Belgrade | 0 - 2 | 1 - 4  | 1 - 2   | Kairat Almaty            |
| *FK Aktobe                | 0 - 1 | 0 - 1  | 0 - 0   | Nõmme Kalju              |
| *Go Ahead Eagles          | 1 - 1 | 2 - 5  | 1 - 4   | Ferencváros TC           |
| *NK Domžale               | 0 - 1 | 0 - 1  | 0 - 0   | FK Čukarički             |
| FK Kukësi                 | 2 - 0 | 2 - 0  | 0 - 0   | Torpedo Zhodino*         |
| FK Renova                 | 0 - 1 | 1 - 5  | 1 - 4   | Dacia Chișinău*          |
| KF Shkëndija              | 1 - 1 | 1 - 1E | 0 - 0   | Aberdeen FC*             |
| MTK Budapest              | 0 - 0 | 1 - 3  | 1 - 3   | Vojvodina Novi Sad*      |
| Ordabasy Chymkent         | 0 - 0 | 1 - 2  | 1 - 2   | Beitar Jérusalem*        |
| Flora Tallinn             | 1 - 0 | 1 - 2  | 0 - 2   | FK Rabotnički*           |
| Dinamo Batoumi            | 1 - 0 | 1 - 2  | 0 - 2   | Omonia Nicosie*          |
| FK Trakai                 | 3 - 0 | 7 - 1  | 4 - 1   | HB Tórshavn*             |
| Glentoran FC              | 1 - 4 | 1 - 7  | 0 - 3   | MŠK Žilina*              |
| Alashkert FC              | 1 - 0 | 2E - 2 | 1 - 2   | Saint Johnstone FC*      |
| Olimpik Sarajevo          | 1 - 1 | 1 - 1E | 0 - 0   | Spartak Trnava*          |
| Víkingur Gøta             | 0 - 2 | 0 - 2  | 0 - 0   | Rosenborg BK*            |
| Skonto Riga               | 2 - 1 | 4 - 1  | 2 - 0   | St Patrick's AFC*        |
| Balzan FC                 | 0 - 2 | 0 - 3  | 0 - 1   | FK Željezničar Sarajevo* |
| Sant Julià                | 0 - 1 | 0 - 4  | 0 - 3   | Randers FC*              |
| FK Kruoja                 | 0 - 1 | 0 - 9  | 0 - 8   | Jagiellonia Białystok*   |
| KF Laçi                   | 1 - 1 | 1 - 1E | 0 - 0   | Inter Bakou*             |
| *Strømsgodset IF          | 3 - 1 | 4 - 1  | 1 - 0   | Partizan Tirana          |
| FK Jelgava                | 1 - 1 | E3 - 3 | 2 - 2   | Litex Lovetch*           |
| *West Ham                 | 3 - 0 | 4 - 0  | 1 - 0   | FC Lusitanos             |
| SJK Seinäjoki             | 0 - 1 | 0 - 2  | 0 - 1   | FH Hafnarfjörður*        |
| FC Lahti                  | 2 - 2 | 2 - 7  | 0 - 5   | IF Elfsborg*             |
| Sillamäe Kalev            | 1 - 1 | 3 - 7  | 2 - 6   | Hajduk Split*            |
| FC Saxan                  | 0 - 2 | 0 - 4  | 0 - 2   | Apollon Limassol*        |
| Shirak FC                 | 2 - 0 | 3 - 2  | 1 - 2   | HSK Zrinjski Mostar*     |
| VPS Vaasa                 | 2 - 2 | 2 - 6  | 0 - 4   | AIK Solna*               |
| *Neftchi Bakou            | 2 - 2 | 3 - 3E | 1 - 1   | Mladost Podgorica        |
| NK Celje                  | 0 - 1 | 1 - 4  | 1 - 3   | Śląsk Wrocław*           |
| SP La Fiorita             | 0 - 5 | 1 - 10 | 1 - 5   | FC Vaduz*                |
| *Birkirkara FC            | 0 - 0 | 3 - 1  | 3 - 1   | Ulisses FC               |
| AUK Broughton FC          | 1 - 3 | 3 - 5  | 2 - 2   | Lokomotiva Zagreb*       |
| *FC Botoșani              | 1 - 1 | 4 - 2  | 3 - 1   | Spartak Tskhinvali       |
| Europa FC                 | 0 - 6 | 0 - 9  | 0 - 3   | Slovan Bratislava*       |

### Deuxième tour de qualification
| Équipe                 | Aller | Total          | Retour  | Équipe                  |
| ---------------------- | ----- | -------------- | ------- | ----------------------- |
| Randers FC             | 0 - 0 | 0 - 1          | 0 - 1   | IF Elfsborg*            |
| *AIK Solna             | 2 - 0 | 4 - 0          | 2 - 0   | Shirak FC               |
| *Kairat Almaty         | 3 - 0 | 4 - 2          | 1 - 2   | Alashkert FC            |
| Tcherno More Varna     | 1 - 1 | 1 - 5          | 0 - 4   | Dynamo Minsk*           |
| Skonto Riga            | 2 - 2 | 4 - 11         | 2 - 9   | Debrecen VSC*           |
| *Ferencváros TC        | 0 - 1 | 0 - 3          | 0 - 2   | FK Željezničar Sarajevo |
| *Vojvodina Novi Sad    | 3 - 0 | 4 - 1          | 1 - 1   | FK Spartaks Jurmala     |
| FC Vaduz               | 3 - 1 | 5 - 1          | 2 - 0   | Nõmme Kalju*            |
| Jagiellonia Białystok  | 0 - 0 | 0 - 1          | 0 - 1   | Omonia Nicosie*         |
| *FH Hafnarfjörður      | 1 - 2 | 3 - 4          | 2 - 2ap | Inter Bakou             |
| FK Čukarički           | 1 - 0 | 1 - 2          | 0 - 2   | FK Qabala*              |
| PFK Beroe Stara Zagora | 0 - 1 | 0 - 1          | 0 - 0   | Brøndby IF*             |
| Shamrock Rovers        | 0 - 2 | 1 - 4          | 1 - 2   | Odd Grenland*           |
| Lokomotiva Zagreb      | 2 - 1 | 2 - 7          | 0 - 6   | PAOK Salonique*         |
| KR Reykjavik           | 0 - 1 | 0 - 4          | 0 - 3   | Rosenborg BK*           |
| *Slovan Bratislava     | 1 - 0 | 6 - 1          | 5 - 1   | UCD Dublin              |
| *Legia Varsovie        | 1 - 0 | 4 - 0          | 3 - 0   | FC Botoșani             |
| *Mlada Boleslav        | 1 - 2 | 2 - 2E         | 1 - 0   | Strømsgodset IF         |
| *Trabzonspor           | 1 - 0 | 3 - 1          | 2 - 1   | Differdange 03          |
| *Royal Charleroi SC    | 5 - 1 | 9 - 2          | 4 - 1   | Beitar Jérusalem        |
| *Apollon Limassol      | 4 - 0 | 4 - 0          | 0 - 0   | FK Trakai               |
| *Śląsk Wrocław         | 0 - 0 | 0 - 2          | 0 - 2   | IFK Göteborg            |
| NK Koper               | 3 - 2 | 4 - 6          | 1 - 4   | Hajduk Split*           |
| Hapoël Beer-Sheva      | 1 - 1 | 2 - 3          | 1 - 2   | FC Thoune*              |
| Dacia Chișinău         | 1 - 2 | 3 - 6          | 2 - 4   | MŠK Žilina*             |
| *FC Copenhague         | 2 - 0 | 5 - 1          | 3 - 1   | Newtown AFC             |
| *FK Jelgava            | 1 - 0 | 1 - 2          | 0 - 2   | FK Rabotnički           |
| Inverness Thistle FC   | 0 - 1 | 0 - 1          | 0 - 0   | Astra Giurgiu*          |
| FK Kukësi              | 0 - 1 | 4 - 3          | 4 - 2   | Mladost Podgorica*      |
| *Shakhtyor Soligorsk   | 0 - 1 | 0 - 3          | 0 - 2   | Wolfsberger AC          |
| *HNK Rijeka            | 0 - 3 | 2 - 5          | 2 - 2   | Aberdeen FC             |
| *Spartak Trnava        | 2 - 1 | 5 - 2          | 3 - 1   | Linfield FC             |
| *West Ham              | 1 - 0 | 1 - 1 5 - 3tab | 0 - 1   | Birkirkara FC           |

### Troisième tour de qualification
| Équipe                 | Aller           | Total  | Retour  | Équipe                     |
| ---------------------- | --------------- | ------ | ------- | -------------------------- |
| Apollon Limassol       | 1 - 1           | 1 - 2  | 0 - 1   | FK Qabala*                 |
| * Athletic Bilbao      | 2 - 0           | 2 - 0  | 0 - 0   | Inter Bakou                |
| Brøndby IF             | 0 - 0           | 2E - 2 | 2 - 2   | Omonia Nicosie*            |
| Sturm Graz             | 2 - 3           | 3 - 4  | 1 - 1   | Rubin Kazan*               |
| *IF Elfsborg           | 2 - 1           | 2 - 3  | 0 - 2   | Odds BK                    |
| *Slovan Liberec        | 2 - 1           | 5 - 1  | 3 - 0   | Hapoël Ironi Kiryat Shmona |
| Rabotnički Skopje      | 1 - 0           | 2 - 1  | 1ap - 1 | Trabzonspor*               |
| MŠK Žilina             | 2 - 0           | 3E - 3 | 1 - 3ap | Vorskla Poltava*           |
| *AZ Alkmaar            | 2 - 0           | 4 - 1  | 2 - 1   | İstanbul Başakşehir        |
| Debrecen VSC           | 2 - 3           | 3 - 6  | 1 - 3   | Rosenborg BK*              |
| *Belenenses            | 2 - 1           | 2 - 1  | 0 - 0   | IFK Göteborg               |
| *HNK Hajduk Split      | 2 - 0           | 4 - 0  | 2 - 0   | Strømsgodset IF            |
| *FC Zurich             | 0 - 1           | 1 - 2  | 1 - 1ap | Dinamo Minsk               |
| *Girondins de Bordeaux | 3 - 0           | 4 - 0  | 1 - 0   | AEK Larnaca                |
| *FC Thoune             | 0 - 0           | 2E - 2 | 2 - 2   | FC Vaduz                   |
| Baumit Jablonec        | 0 - 1           | 3E - 3 | 3 - 2   | FC Copenhague*             |
| *Southampton           | 3 - 0           | 5 - 0  | 2 - 0   | Vitesse Arnhem             |
| *Standard de Liège     | 2 - 1           | 3 - 1  | 1 - 0   | Željezničar Sarajevo       |
| *West Ham              | 2 - 2           | 3 - 4  | 1 - 2   | FC Astra Giurgiu           |
| ASA Târgu Mureș        | 0 - 3           | 2 - 4  | 2 - 1   | AS Saint-Étienne*          |
| Royal Charleroi SC     | 0 - 2           | 0 - 5  | 0 - 3   | Zorya Louhansk*            |
| AIK Solna              | 1 - 3           | 1 - 4  | 0 - 1   | Atromitos FC*              |
| *PAOK Salonique        | 1 - 0           | 2 - 1  | 1 - 1   | FC Spartak Trnava          |
| *FK Krasnodar          | 2 - 0           | 5 - 3  | 3 - 3   | ŠK Slovan Bratislava       |
| Wolfsberger AC         | 0 - 1           | 0 - 6  | 0 - 5   | Borussia Dortmund*         |
| Kairat Almaty          | 2 - 1           | 3 - 2  | 1 - 1   | Aberdeen FC*               |
| *Sampdoria de Gênes    | 0 - 4           | 2 - 4  | 2 - 0   | Vojvodina Novi Sad         |
| FK Kukësi              | 0 - 3 (forfait) | 0 - 4  | 0 - 1   | Legia Varsovie*            |
| Rheindorf Altach       | 2 - 1           | 6 - 2  | 4 - 1   | Vitória de Guimarães*      |

1. ↑  Le match entre le FK Kukësi et le Legia Varsovie a été abandonné à la 51e minute de jeu après qu'un joueur du Legia Varsovie a été touché à la tête par un projectile lancé depuis les tribunes. Le Legia Varsovie menait alors deux buts à un[6],[7]. Le 4 août, l'UEFA donne match gagné au Legia par forfait.

### Barrages
Les clubs en italique correspondent aux équipes reversées du 3e tour de qualification de la Ligue des champions.
| Groupe 1 | Groupe 1 | Groupe 2 | Groupe 2 |
| Têtes de série | Non-têtes de série | Têtes de série | Non-têtes de série |
| --- | --- | --- | --- |
| Athletic Bilbao (56.999) FC Viktoria Plzeň (41.825) FC Steaua Bucarest (40.259) Legia Varsovie (24.800) Belenenses (12.276)                      | Rosenborg BK (11.875) Zorya Louhansk (10.533) MŠK Žilina (8.750) Vojvodina Novi Sad (6.275) Rheindorf Altach (5.135)                     | Ajax Amsterdam (66.195) PAOK Salonique (40.880) BSC Young Boys (31.375) Standard de Liège (25.440) AS Saint-Étienne (16.983)            | Qarabağ Ağdam (11.500) Molde FK (10.375) Baumit Jablonec (9.325) Brøndby IF (7.460) FC Milsami Orhei (3.750)               |
| Groupe 3 | Groupe 3 | Groupe 4 | Groupe 4 |
| Têtes de série | Non-têtes de série | Têtes de série | Non-têtes de série |
| Rubin Kazan (57.099) Red Bull Salzbourg (43.135) Fenerbahçe (30.020) Girondins de Bordeaux (24.483) Lech Poznań (17.300) Slovan Liberec (16.325) | HNK Hajduk Split (11.200) Atromitos FC (10.380) Dinamo Minsk (9.650) Videoton FC (7.950) Rabotnički Skopje (4.675) Kairat Almaty (2.575) | Borussia Dortmund (99.883) AZ Alkmaar (46.695) Sparta Prague (30.825) Panathinaïkos (19.880) Southampton (16.078) FK Krasnodar (15.099) | HJK Helsinki (11.140) FC Thoune (10.375) FC Astra Giurgiu (9.759) FC Midtjylland (7.960) Odds BK (2.875) FK Qabala (2.750) |

| Équipe                 | Aller | Total          | Retour | Équipe              |
| ---------------------- | ----- | -------------- | ------ | ------------------- |
| *Girondins de Bordeaux | 1 - 0 | 2E - 2         | 1 - 2  | Kairat Almaty       |
| *Ajax Amsterdam        | 1 - 0 | 1 - 0          | 0 - 0  | Baumit Jablonec     |
| *BSC Young Boys        | 0 - 1 | 0 - 4          | 0 - 3  | Qarabağ Ağdam       |
| Rabotnički Skopje      | 1 - 1 | 1 - 2          | 0 - 1  | Rubin Kazan*        |
| *FK Krasnodar          | 5 - 1 | 5 - 1          | 0 - 0  | HJK Helsinki        |
| *Lech Poznań           | 3 - 0 | 4 - 0          | 1 - 0  | Videoton FC         |
| FC Milsami Orhei       | 1 - 1 | 1 - 2          | 0 - 1  | AS Saint-Étienne*   |
| *Sparta Prague         | 3 - 1 | 6 - 4          | 3 - 3  | FC Thoune           |
| FK Qabala              | 0 - 0 | E2 - 2         | 2 - 2  | Panathinaïkos*      |
| FC Astra Giurgiu       | 3 - 2 | 3 - 4          | 0 - 2  | AZ Alkmaar*         |
| *PAOK Salonique        | 5 - 0 | 6 - 1          | 1 - 1  | Brøndby IF          |
| *Slovan Liberec        | 1 - 0 | 2 - 0          | 1 - 0  | HNK Hajduk Split    |
| *FC Steaua Bucarest    | 0 - 3 | 1 - 3          | 1 - 0  | Rosenborg BK        |
| Atromitos FC           | 0 - 1 | 0 - 4          | 0 - 3  | Fenerbahçe*         |
| *FC Viktoria Plzeň     | 3 - 0 | 5 - 0          | 2 - 0  | Vojvodina Novi Sad  |
| Molde FK               | 2 - 0 | 3E - 3         | 1 - 3  | Standard de Liège*  |
| Odds BK                | 3 - 4 | 5 - 11         | 2 - 7  | Borussia Dortmund*  |
| MŠK Žilina             | 3 - 2 | 3 - 3E         | 0 - 1  | Athletic Bilbao*    |
| *Southampton           | 1 - 1 | 1 - 2          | 0 - 1  | FC Midtjylland      |
| Zorya Louhansk         | 0 - 1 | 2 - 4          | 2 - 3  | Legia Varsovie*     |
| Dinamo Minsk           | 2 - 0 | 2 - 2 3 - 2tab | 0 - 2  | Red Bull Salzbourg* |
| Rheindorf Altach       | 0 - 1 | 0 - 1          | 0 - 0  | Belenenses*         |

## Phase de groupes
Fenerbahçe
Beșiktaș
Belenenses
Sporting

### Format et tirage au sort
Le tirage au sort de cette phase de groupes a lieu le 28 août 2015 à Monaco. 48 équipes sont réparties en douze groupes de quatre et s'affrontent dans des mini-championnats de six journées. Les deux meilleures équipes de chaque groupe, soit vingt-quatre équipes, se qualifient pour les seizièmes de finale où elles seront rejointes par 8 équipes repêchées de la Ligue des champions.
Pour le tirage au sort, les 48 équipes sont réparties en quatre chapeaux selon leur coefficient UEFA. Un groupe est composé d'une équipe provenant de chaque chapeau et les clubs d’une même association nationale ne peuvent pas être tirés au sort dans le même groupe. Les équipes reversées du tour de barrages de la Ligue des champions sont indiquées en italique.
| Chapeau 1              | Chapeau 1 | Chapeau 2         | Chapeau 2 | Chapeau 3             | Chapeau 3 | Chapeau 4           | Chapeau 4 |
| ---------------------- | --------- | ----------------- | --------- | --------------------- | --------- | ------------------- | --------- |
| Schalke 04             | 111.883   | Sporting Braga    | 51.776    | AS Monaco             | 31.483    | Partizan Belgrade   | 14.775    |
| Borussia Dortmund      | 99.883    | AC Fiorentina     | 49.102    | Sparta Prague         | 30.825    | Asteras Tripolis    | 13.380    |
| FC Bâle                | 84.875    | Lazio Rome        | 49.102    | Fenerbahçe            | 30.020    | Belenenses          | 12.276    |
| SSC Naples             | 84.102    | RSC Anderlecht    | 47.440    | Legia Varsovie        | 24.800    | Rosenborg BK        | 11.875    |
| Tottenham Hotspur      | 84.078    | Liverpool FC      | 47.078    | Girondins de Bordeaux | 24.483    | Qarabağ Ağdam       | 11.500    |
| Ajax Amsterdam         | 66.195    | AZ Alkmaar        | 46.695    | Lokomotiv Moscou      | 23.099    | Molde FK            | 10.375    |
| Villarreal CF          | 58.999    | FC Viktoria Plzeň | 41.825    | Lech Poznań           | 17.300    | Dynamo Minsk        | 9.650     |
| Rubin Kazan            | 57.099    | Club Bruges KV    | 41.440    | AS Saint-Étienne      | 16.983    | FC Groningue        | 8.695     |
| Athletic Bilbao        | 56.999    | PAOK Salonique    | 40.880    | Slovan Liberec        | 16.325    | FC Sion             | 8.375     |
| Sporting CP            | 56.276    | Celtic FC         | 39.080    | FC Augsbourg          | 15.883    | FC Midtjylland      | 7.960     |
| Olympique de Marseille | 55.483    | Beşiktaş          | 36.520    | Rapid Vienne          | 15.635    | KF Skënderbeu Korçë | 5.575     |
| Dnipro Dnipropetrovsk  | 52.033    | APOEL Nicosie     | 35.460    | FK Krasnodar          | 15.099    | FK Qabala           | 2.750     |

Légende des classements
- Qualifié pour les seizièmes de finale

Légende des résultats
- Victoire à domicile
- Match nul
- Victoire à l'extérieur

### Matchs et classements
Les jours de match sont le 17 septembre, le 1er octobre, le 22 octobre, le 5 novembre, le 26 novembre et le 10 décembre 2015.

#### Groupe A
| Rang | Équipe         | Pts | J | G | N | P | Bp | Bc | Diff |  | Résultats (▼ dom., ► ext.) |     |     |     |     |
| ---- | -------------- | --- | - | - | - | - | -- | -- | ---- |  | -------------------------- | --- | --- | --- | --- |
| 1    | Molde FK       | 11  | 6 | 3 | 2 | 1 | 10 | 7  | +3   |  | Molde FK                   |     | 0-2 | 1-1 | 3-1 |
| 2    | Fenerbahçe     | 9   | 6 | 2 | 3 | 1 | 7  | 6  | +1   |  | Fenerbahçe                 | 1-3 |     | 1-0 | 1-1 |
| 3    | Ajax Amsterdam | 7   | 6 | 1 | 4 | 1 | 6  | 6  | 0    |  | Ajax Amsterdam             | 1-1 | 0-0 |     | 2-2 |
| 4    | Celtic Glasgow | 3   | 6 | 0 | 3 | 3 | 8  | 12 | -4   |  | Celtic Glasgow             | 1-2 | 2-2 | 1-2 |     |

#### Groupe B
| Rang | Équipe                | Pts | J | G | N | P | Bp | Bc | Diff |  | Résultats (▼ dom., ► ext.) |     |     |     |     |
| ---- | --------------------- | --- | - | - | - | - | -- | -- | ---- |  | -------------------------- | --- | --- | --- | --- |
| 1    | Liverpool FC          | 10  | 6 | 2 | 4 | 0 | 6  | 4  | +2   |  | Liverpool FC               |     | 1-1 | 1-1 | 2-1 |
| 2    | FC Sion               | 9   | 6 | 2 | 3 | 1 | 5  | 5  | 0    |  | FC Sion                    | 0-0 |     | 2-1 | 1-1 |
| 3    | Rubin Kazan           | 6   | 6 | 1 | 3 | 2 | 6  | 6  | 0    |  | Rubin Kazan                | 0-1 | 2-0 |     | 0-0 |
| 4    | Girondins de Bordeaux | 4   | 6 | 0 | 4 | 2 | 5  | 7  | -2   |  | Girondins de Bordeaux      | 1-1 | 0-1 | 2-2 |     |

#### Groupe C
| Rang | Équipe            | Pts | J | G | N | P | Bp | Bc | Diff |  | Résultats (▼ dom., ► ext.) |     |     |     |     |
| ---- | ----------------- | --- | - | - | - | - | -- | -- | ---- |  | -------------------------- | --- | --- | --- | --- |
| 1    | FK Krasnodar      | 13  | 6 | 4 | 1 | 1 | 9  | 4  | +5   |  | FK Krasnodar               |     | 1-0 | 2-1 | 2-1 |
| 2    | Borussia Dortmund | 10  | 6 | 3 | 1 | 2 | 10 | 5  | +5   |  | Borussia Dortmund          | 2-1 |     | 0-1 | 4-0 |
| 3    | PAOK Salonique    | 7   | 6 | 1 | 4 | 1 | 3  | 3  | 0    |  | PAOK Salonique             | 0-0 | 1-1 |     | 0-0 |
| 4    | Qabala FK         | 2   | 6 | 0 | 2 | 4 | 2  | 12 | -10  |  | Qabala FK                  | 0-3 | 1-3 | 0-0 |     |

#### Groupe D
| Rang | Équipe         | Pts | J | G | N | P | Bp | Bc | Diff |  | Résultats (▼ dom., ► ext.) |     |     |     |     |
| ---- | -------------- | --- | - | - | - | - | -- | -- | ---- |  | -------------------------- | --- | --- | --- | --- |
| 1    | SSC Naples     | 18  | 6 | 6 | 0 | 0 | 22 | 3  | +19  |  | SSC Naples                 |     | 5-0 | 5-0 | 5-2 |
| 2    | FC Midtjylland | 7   | 6 | 2 | 1 | 3 | 6  | 12 | -6   |  | FC Midtjylland             | 1-4 |     | 1-1 | 1-0 |
| 3    | Club Bruges KV | 5   | 6 | 1 | 2 | 3 | 4  | 11 | -7   |  | Club Bruges KV             | 0-1 | 1-3 |     | 1-0 |
| 4    | Legia Varsovie | 4   | 6 | 1 | 1 | 4 | 4  | 10 | -6   |  | Legia Varsovie             | 0-2 | 1-0 | 1-1 |     |

#### Groupe E
| Rang | Équipe            | Pts | J | G | N | P | Bp | Bc | Diff |  | Résultats (▼ dom., ► ext.) |     |     |     |     |
| ---- | ----------------- | --- | - | - | - | - | -- | -- | ---- |  | -------------------------- | --- | --- | --- | --- |
| 1    | Rapid Vienne      | 15  | 6 | 5 | 0 | 1 | 10 | 6  | +4   |  | Rapid Vienne               |     | 2-1 | 3-2 | 2-1 |
| 2    | Villarreal CF     | 13  | 6 | 4 | 1 | 1 | 12 | 6  | +6   |  | Villarreal CF              | 1-0 |     | 1-0 | 4-0 |
| 3    | FC Viktoria Plzeň | 4   | 6 | 1 | 1 | 4 | 8  | 10 | -2   |  | FC Viktoria Plzeň          | 1-2 | 3-3 |     | 2-0 |
| 4    | Dinamo Minsk      | 3   | 6 | 1 | 0 | 5 | 3  | 11 | -8   |  | Dinamo Minsk               | 0-1 | 1-2 | 1-0 |     |

#### Groupe F
| Rang | Équipe                 | Pts | J | G | N | P | Bp | Bc | Diff |  | Résultats (▼ dom., ► ext.) |     |     |     |     |
| ---- | ---------------------- | --- | - | - | - | - | -- | -- | ---- |  | -------------------------- | --- | --- | --- | --- |
| 1    | Sporting Braga         | 13  | 6 | 4 | 1 | 1 | 7  | 4  | +3   |  | Sporting Braga             |     | 3-2 | 2-1 | 1-0 |
| 2    | Olympique de Marseille | 12  | 6 | 4 | 0 | 2 | 12 | 7  | +5   |  | Olympique de Marseille     | 1-0 |     | 0-1 | 2-1 |
| 3    | Slovan Liberec         | 7   | 6 | 2 | 1 | 3 | 6  | 8  | -2   |  | Slovan Liberec             | 0-1 | 2-4 |     | 1-1 |
| 4    | FC Groningue           | 2   | 6 | 0 | 2 | 4 | 2  | 8  | -6   |  | FC Groningue               | 0-0 | 0-3 | 0-1 |     |

#### Groupe G
| Rang | Équipe                | Pts | J | G | N | P | Bp | Bc | Diff |  | Résultats (▼ dom., ► ext.) |     |     |     |     |
| ---- | --------------------- | --- | - | - | - | - | -- | -- | ---- |  | -------------------------- | --- | --- | --- | --- |
| 1    | Lazio Rome            | 14  | 6 | 4 | 2 | 0 | 12 | 6  | +6   |  | Lazio Rome                 |     | 3-2 | 3-1 | 2-1 |
| 2    | AS Saint-Étienne      | 9   | 6 | 2 | 3 | 1 | 10 | 7  | +3   |  | AS Saint-Étienne           | 1-1 |     | 3-0 | 2-2 |
| 3    | Dnipro Dnipropetrovsk | 7   | 6 | 2 | 1 | 3 | 6  | 8  | -2   |  | Dnipro Dnipropetrovsk      | 1-1 | 0-1 |     | 3-0 |
| 4    | Rosenborg BK          | 2   | 6 | 0 | 2 | 4 | 4  | 11 | -7   |  | Rosenborg BK               | 0-2 | 1-1 | 0-1 |     |

#### Groupe H
| Rang | Équipe           | Pts | J | G | N | P | Bp | Bc | Diff |  | Résultats (▼ dom., ► ext.) |     |     |     |     |
| ---- | ---------------- | --- | - | - | - | - | -- | -- | ---- |  | -------------------------- | --- | --- | --- | --- |
| 1    | Lokomotiv Moscou | 11  | 6 | 3 | 2 | 1 | 12 | 7  | +5   |  | Lokomotiv Moscou           |     | 2-4 | 1-1 | 2-0 |
| 2    | Sporting CP      | 10  | 6 | 3 | 1 | 2 | 14 | 11 | +3   |  | Sporting CP                | 1-3 |     | 3-1 | 5-1 |
| 3    | Beşiktaş         | 9   | 6 | 2 | 3 | 1 | 7  | 6  | +1   |  | Beşiktaş                   | 1-1 | 1-1 |     | 2-0 |
| 4    | Skënderbeu Korçë | 3   | 6 | 1 | 0 | 5 | 4  | 13 | -9   |  | Skënderbeu Korçë           | 0-3 | 3-0 | 0-1 |     |

#### Groupe I
| Rang | Équipe        | Pts | J | G | N | P | Bp | Bc | Diff |  | Résultats (▼ dom., ► ext.) |     |     |     |     |
| ---- | ------------- | --- | - | - | - | - | -- | -- | ---- |  | -------------------------- | --- | --- | --- | --- |
| 1    | FC Bâle       | 13  | 6 | 4 | 1 | 1 | 10 | 5  | +5   |  | FC Bâle                    |     | 2-2 | 2-0 | 1-2 |
| 2    | AC Fiorentina | 10  | 6 | 3 | 1 | 2 | 11 | 6  | +5   |  | AC Fiorentina              | 1-2 |     | 1-2 | 1-0 |
| 3    | Lech Poznań   | 5   | 6 | 1 | 2 | 3 | 2  | 6  | -4   |  | Lech Poznań                | 0-1 | 0-2 |     | 0-0 |
| 4    | Belenenses    | 5   | 6 | 1 | 2 | 3 | 2  | 8  | -6   |  | Belenenses                 | 0-2 | 0-4 | 0-0 |     |

#### Groupe J
| Rang | Équipe            | Pts | J | G | N | P | Bp | Bc | Diff |  | Résultats (▼ dom., ► ext.) |     |     |     |     |
| ---- | ----------------- | --- | - | - | - | - | -- | -- | ---- |  | -------------------------- | --- | --- | --- | --- |
| 1    | Tottenham Hotspur | 13  | 6 | 4 | 1 | 1 | 12 | 6  | +6   |  | Tottenham Hotspur          |     | 2-1 | 4-1 | 3-1 |
| 2    | RSC Anderlecht    | 10  | 6 | 3 | 1 | 2 | 8  | 6  | +2   |  | RSC Anderlecht             | 2-1 |     | 1-1 | 2-1 |
| 3    | AS Monaco         | 6   | 6 | 1 | 3 | 2 | 5  | 9  | -4   |  | AS Monaco                  | 1-1 | 0-2 |     | 1-0 |
| 4    | Qarabağ Ağdam     | 4   | 6 | 1 | 1 | 4 | 4  | 8  | -4   |  | Qarabağ Ağdam              | 0-1 | 1-0 | 1-1 |     |

#### Groupe K
| Rang | Équipe           | Pts | J | G | N | P | Bp | Bc | Diff |  | Résultats (▼ dom., ► ext.) |     |     |     |     |
| ---- | ---------------- | --- | - | - | - | - | -- | -- | ---- |  | -------------------------- | --- | --- | --- | --- |
| 1    | Schalke 04       | 14  | 6 | 4 | 2 | 0 | 15 | 3  | +12  |  | Schalke 04                 |     | 2-2 | 4-0 | 1-0 |
| 2    | Sparta Prague    | 12  | 6 | 3 | 3 | 0 | 10 | 5  | +5   |  | Sparta Prague              | 1-1 |     | 1-0 | 2-0 |
| 3    | Asteras Tripolis | 4   | 6 | 1 | 1 | 4 | 4  | 12 | -8   |  | Asteras Tripolis           | 0-4 | 1-1 |     | 2-0 |
| 4    | APOEL Nicosie    | 3   | 6 | 1 | 0 | 5 | 3  | 12 | -9   |  | APOEL Nicosie              | 0-3 | 1-3 | 2-1 |     |

#### Groupe L
| Rang | Équipe            | Pts | J | G | N | P | Bp | Bc | Diff |  | Résultats (▼ dom., ► ext.) |     |     |     |     |
| ---- | ----------------- | --- | - | - | - | - | -- | -- | ---- |  | -------------------------- | --- | --- | --- | --- |
| 1    | Athletic Bilbao   | 13  | 6 | 4 | 1 | 1 | 16 | 8  | +8   |  | Athletic Bilbao            |     | 3-1 | 5-1 | 2-2 |
| 2    | FC Augsbourg      | 9   | 6 | 3 | 0 | 3 | 12 | 11 | +1   |  | FC Augsbourg               | 2-3 |     | 1-3 | 4-1 |
| 3    | Partizan Belgrade | 9   | 6 | 3 | 0 | 3 | 10 | 14 | -4   |  | Partizan Belgrade          | 0-2 | 1-3 |     | 3-2 |
| 4    | AZ Alkmaar        | 4   | 6 | 1 | 1 | 4 | 8  | 13 | -5   |  | AZ Alkmaar                 | 2-1 | 0-1 | 1-2 |     |

## Phase finale
Fenerbahçe
 Galatasaray

### Qualification et tirage au sort
Les douze premiers et deuxièmes de la phase de groupes de la Ligue Europa, rejoints par les huit équipes ayant terminé troisièmes de leur groupe en Ligue des champions, participent à la phase finale de la Ligue Europa qui débute par des seizièmes de finale.
Le tirage au sort des seizièmes de finale est organisé de telle sorte que :
- les clubs d'une même association ne peuvent se rencontrer ;
- les membres d'un même groupe ne peuvent se rencontrer ;
- une tête de série est toujours opposée à une non-tête de série ;
- le match retour a lieu au domicile du club tête de série.

Les tirages au sort des tours suivants n'ont aucune restriction.
| Groupe | 1er de groupe - Tête de série | 2e de groupe - Non-tête de série |
| ------ | ----------------------------- | -------------------------------- |
| A      | Molde FK                      | Fenerbahçe                       |
| B      | Liverpool FC                  | FC Sion                          |
| C      | FK Krasnodar                  | Borussia Dortmund                |
| D      | SSC Naples                    | FC Midtjylland                   |
| E      | Rapid Vienne                  | Villarreal CF                    |
| F      | Sporting Braga                | Olympique de Marseille           |
| G      | Lazio Rome                    | AS Saint-Étienne                 |
| H      | Lokomotiv Moscou              | Sporting CP                      |
| I      | FC Bâle                       | AC Fiorentina                    |
| J      | Tottenham Hotspur             | RSC Anderlecht                   |
| K      | Schalke 04                    | Sparta Prague                    |
| L      | Athletic Bilbao               | FC Augsbourg                     |

| Rang | Équipe            | Pts | J | G | N | P | Bp | Bc | Diff |
| ---- | ----------------- | --- | - | - | - | - | -- | -- | ---- |
| 1    | FC Porto          | 10  | 6 | 3 | 1 | 2 | 9  | 8  | +1   |
| 2    | Olympiakos        | 9   | 6 | 3 | 0 | 3 | 6  | 13 | -7   |
| 3    | Manchester United | 8   | 6 | 2 | 2 | 2 | 7  | 7  | 0    |
| 4    | Bayer Leverkusen  | 6   | 6 | 1 | 3 | 2 | 13 | 12 | +1   |
| 5    | Séville FC        | 6   | 6 | 2 | 0 | 4 | 8  | 11 | -3   |
| 6    | Valence CF        | 6   | 6 | 2 | 0 | 4 | 5  | 9  | -4   |
| 7    | Galatasaray       | 5   | 6 | 1 | 2 | 3 | 6  | 10 | -4   |
| 8    | Chakhtar Donetsk  | 3   | 6 | 1 | 0 | 5 | 7  | 14 | -7   |

### Seizièmes de finale
Le tirage au sort des seizièmes de finale a lieu le 14 décembre 2015. Les matchs aller se jouent les 16 et 18 février, et les matchs retour les 24 et 25 février 2016.
| Équipe                 | Aller | Total  | Retour  | Équipe            |
| ---------------------- | ----- | ------ | ------- | ----------------- |
| Valence CF             | 6 - 0 | 10 - 0 | 4 - 0   | Rapid Vienne      |
| AC Fiorentina          | 1 - 1 | 1 - 4  | 0 - 3   | Tottenham Hotspur |
| Borussia Dortmund      | 2 - 0 | 3 - 0  | 1 - 0   | FC Porto          |
| Fenerbahçe             | 2 - 0 | 3 - 1  | 1 - 1   | Lokomotiv Moscou  |
| RSC Anderlecht         | 1 - 0 | 3 - 1  | 2 - 1ap | Olympiakos        |
| FC Midtjylland         | 2 - 1 | 3 - 6  | 1 - 5   | Manchester United |
| FC Augsbourg           | 0 - 0 | 0 - 1  | 0 - 1   | Liverpool FC      |
| Sparta Prague          | 1 - 0 | 4 - 0  | 3 - 0   | FK Krasnodar      |
| Galatasaray            | 1 - 1 | 2 - 4  | 1 - 3   | Lazio Rome        |
| FC Sion                | 1 - 2 | 3 - 4  | 2 - 2   | Sporting Braga    |
| Chakhtar Donetsk       | 0 - 0 | 3 - 0  | 3 - 0   | Schalke 04        |
| Olympique de Marseille | 0 - 1 | 1 - 2  | 1 - 1   | Athletic Bilbao   |
| Séville FC             | 3 - 0 | 3 - 1  | 0 - 1   | Molde FK          |
| Sporting CP            | 0 - 1 | 1 - 4  | 1 - 3   | Bayer Leverkusen  |
| Villarreal CF          | 1 - 0 | 2 - 1  | 1 - 1   | SSC Naples        |
| AS Saint-Étienne       | 3 - 2 | 4 - 4E | 1 - 2   | FC Bâle           |

### Huitièmes de finale
Le tirage au sort des huitièmes de finale a lieu le 26 février 2016. Les matchs aller se jouent le 10 mars et les matchs retour le 17 mars 2016,.
| Équipe            | Aller | Total  | Retour | Équipe            |
| ----------------- | ----- | ------ | ------ | ----------------- |
| Chakhtar Donetsk  | 3 - 1 | 4 - 1  | 1 - 0  | RSC Anderlecht    |
| FC Bâle           | 0 - 0 | 0 - 3  | 0 - 3  | Séville FC        |
| Villarreal CF     | 2 - 0 | 2 - 0  | 0 - 0  | Bayer Leverkusen  |
| Athletic Bilbao   | 1 - 0 | 2E - 2 | 1 - 2  | Valence CF        |
| Liverpool FC      | 2 - 0 | 3 - 1  | 1 - 1  | Manchester United |
| Sparta Prague     | 1 - 1 | 4 - 1  | 3 - 0  | Lazio Rome        |
| Borussia Dortmund | 3 - 0 | 5 - 1  | 2 - 1  | Tottenham Hotspur |
| Fenerbahçe        | 1 - 0 | 2 - 4  | 1 - 4  | Sporting Braga    |

### Quarts de finale
Le tirage au sort des quarts de finale a lieu le 18 mars 2016. Les matchs aller se jouent le 7 avril et les matchs retour le 14 avril 2016.
| Équipe            | Aller | Total             | Retour  | Équipe           |
| ----------------- | ----- | ----------------- | ------- | ---------------- |
| Sporting Braga    | 1 - 2 | 1 - 6             | 0 - 4   | Chakhtar Donetsk |
| Villarreal CF     | 2 - 1 | 6 - 3             | 4 - 2   | Sparta Prague    |
| Athletic Bilbao   | 1 - 2 | 3 - 3 (4 - 5 tab) | 2 - 1ap | Séville FC       |
| Borussia Dortmund | 1 - 1 | 4 - 5             | 3 - 4   | Liverpool FC     |

### Demi-finales
Le tirage au sort des demi-finales a lieu le 15 avril 2016. Les matchs aller se jouent le 28 avril et les matchs retour le 5 mai 2016.
| Équipe           | Aller | Total | Retour | Équipe       |
| ---------------- | ----- | ----- | ------ | ------------ |
| Chakhtar Donetsk | 2 - 2 | 3 - 5 | 1 - 3  | Séville FC   |
| Villarreal CF    | 1 - 0 | 1 - 3 | 0 - 3  | Liverpool FC |

### Finale
La finale est jouée le mercredi 18 mai 2016 au Parc Saint-Jacques à Bâle.
| Club         | Score | Club       |
| ------------ | ----- | ---------- |
| Liverpool FC | 1 - 3 | Séville FC |

### Tableau final
|  | Huitièmes de finale | Huitièmes de finale | Huitièmes de finale   | Huitièmes de finale   |                   |                   | Quarts de finale | Quarts de finale | Quarts de finale | Quarts de finale |  |  | Demi-finales | Demi-finales | Demi-finales | Demi-finales |  |  | Finale                                 | Finale | Finale | Finale |
|  |                     |                     |                       |                       |                   |                   |                  |                  |                  |                  |  |  |              |              |              |              |  |  |                                        |        |        |        |
|  |                     |                     |                       |                       |                   |                   |                  |                  |                  |                  |  |  |              |              |              |              |  |  | 18 mai 2016 - Parc Saint-Jacques, Bâle |        |        |        |
|  | Villarreal CF       | Villarreal CF       | 2                     | 0                     |                   |                   |                  |                  |                  |                  |  |  |              |              |              |              |  |  |                                        |        |        |        |
|  | Villarreal CF       | Villarreal CF       | 2                     | 0                     |                   |                   |                  |                  |                  |                  |  |  |              |              |              |              |  |  |                                        |        |        |        |
|  | Bayer Leverkusen    | Bayer Leverkusen    | 0                     | 0                     |                   |                   |                  |                  |                  |                  |  |  |              |              |              |              |  |  |                                        |        |        |        |
|  | Bayer Leverkusen    | Bayer Leverkusen    | 0                     | 0                     | Villarreal CF     | Villarreal CF     | 2                | 4                |                  |                  |  |  |              |              |              |              |  |  |                                        |        |        |        |
|  |                     |                     |                       |                       | Villarreal CF     | Villarreal CF     | 2                | 4                |                  |                  |  |  |              |              |              |              |  |  |                                        |        |        |        |
|  |                     |                     | Sparta Prague         | Sparta Prague         | 1                 | 2                 |                  |                  |                  |                  |  |  |              |              |              |              |  |  |                                        |        |        |        |
|  | Sparta Prague       | Sparta Prague       | Sparta Prague         | Sparta Prague         | 1                 | 2                 | 1                | 3                |                  |                  |  |  |              |              |              |              |  |  |                                        |        |        |        |
|  | Sparta Prague       | Sparta Prague       |                       |                       |                   |                   |                  | 3                |                  |                  |  |  |              |              |              |              |  |  |                                        |        |        |        |
|  | Lazio Rome          | Lazio Rome          | 1                     | 0                     |                   |                   |                  |                  |                  |                  |  |  |              |              |              |              |  |  |                                        |        |        |        |
|  | Lazio Rome          | Lazio Rome          | 1                     | 0                     | Villarreal CF     | Villarreal CF     | 1                | 0                |                  |                  |  |  |              |              |              |              |  |  |                                        |        |        |        |
|  |                     |                     |                       |                       | Villarreal CF     | Villarreal CF     | 1                | 0                |                  |                  |  |  |              |              |              |              |  |  |                                        |        |        |        |
|  |                     |                     | Liverpool FC          | Liverpool FC          | 0                 | 3                 |                  |                  |                  |                  |  |  |              |              |              |              |  |  |                                        |        |        |        |
|  | Borussia Dortmund   | Borussia Dortmund   | Liverpool FC          | Liverpool FC          | 0                 | 3                 | 3                | 2                |                  |                  |  |  |              |              |              |              |  |  |                                        |        |        |        |
|  | Borussia Dortmund   | Borussia Dortmund   |                       |                       |                   |                   |                  | 2                |                  |                  |  |  |              |              |              |              |  |  |                                        |        |        |        |
|  | Tottenham Hotspur   | Tottenham Hotspur   | 0                     | 1                     |                   |                   |                  |                  |                  |                  |  |  |              |              |              |              |  |  |                                        |        |        |        |
|  | Tottenham Hotspur   | Tottenham Hotspur   | 0                     | 1                     | Borussia Dortmund | Borussia Dortmund | 1                | 3                |                  |                  |  |  |              |              |              |              |  |  |                                        |        |        |        |
|  |                     |                     |                       |                       | Borussia Dortmund | Borussia Dortmund | 1                | 3                |                  |                  |  |  |              |              |              |              |  |  |                                        |        |        |        |
|  |                     |                     | Liverpool FC          | Liverpool FC          | 1                 | 4                 |                  |                  |                  |                  |  |  |              |              |              |              |  |  |                                        |        |        |        |
|  | Liverpool FC        | Liverpool FC        | Liverpool FC          | Liverpool FC          | 1                 | 4                 | 2                | 1                |                  |                  |  |  |              |              |              |              |  |  |                                        |        |        |        |
|  | Liverpool FC        | Liverpool FC        |                       |                       |                   |                   |                  | 1                |                  |                  |  |  |              |              |              |              |  |  |                                        |        |        |        |
|  | Manchester United   | Manchester United   | 0                     | 1                     |                   |                   |                  |                  |                  |                  |  |  |              |              |              |              |  |  |                                        |        |        |        |
|  | Manchester United   | Manchester United   | 0                     | 1                     | Liverpool FC      | Liverpool FC      | 1                | 1                |                  |                  |  |  |              |              |              |              |  |  |                                        |        |        |        |
|  |                     |                     |                       |                       | Liverpool FC      | Liverpool FC      | 1                | 1                |                  |                  |  |  |              |              |              |              |  |  |                                        |        |        |        |
|  |                     |                     | Séville FC            | Séville FC            | 3                 | 3                 |                  |                  |                  |                  |  |  |              |              |              |              |  |  |                                        |        |        |        |
|  | Fenerbahçe          | Fenerbahçe          | Séville FC            | Séville FC            | 3                 | 3                 | 1                | 1                |                  |                  |  |  |              |              |              |              |  |  |                                        |        |        |        |
|  | Fenerbahçe          | Fenerbahçe          |                       |                       |                   |                   |                  | 1                |                  |                  |  |  |              |              |              |              |  |  |                                        |        |        |        |
|  | Sporting Braga      | Sporting Braga      | 0                     | 4                     |                   |                   |                  |                  |                  |                  |  |  |              |              |              |              |  |  |                                        |        |        |        |
|  | Sporting Braga      | Sporting Braga      | 0                     | 4                     | Sporting Braga    | Sporting Braga    | 1                | 0                |                  |                  |  |  |              |              |              |              |  |  |                                        |        |        |        |
|  |                     |                     |                       |                       | Sporting Braga    | Sporting Braga    | 1                | 0                |                  |                  |  |  |              |              |              |              |  |  |                                        |        |        |        |
|  |                     |                     | Chakhtar Donetsk      | Chakhtar Donetsk      | 2                 | 4                 |                  |                  |                  |                  |  |  |              |              |              |              |  |  |                                        |        |        |        |
|  | Chakhtar Donetsk    | Chakhtar Donetsk    | Chakhtar Donetsk      | Chakhtar Donetsk      | 2                 | 4                 | 3                | 1                |                  |                  |  |  |              |              |              |              |  |  |                                        |        |        |        |
|  | Chakhtar Donetsk    | Chakhtar Donetsk    |                       |                       |                   |                   |                  | 1                |                  |                  |  |  |              |              |              |              |  |  |                                        |        |        |        |
|  | RSC Anderlecht      | RSC Anderlecht      | 1                     | 0                     |                   |                   |                  |                  |                  |                  |  |  |              |              |              |              |  |  |                                        |        |        |        |
|  | RSC Anderlecht      | RSC Anderlecht      | 1                     | 0                     | Chakhtar Donetsk  | Chakhtar Donetsk  | 2                | 1                |                  |                  |  |  |              |              |              |              |  |  |                                        |        |        |        |
|  |                     |                     |                       |                       | Chakhtar Donetsk  | Chakhtar Donetsk  | 2                | 1                |                  |                  |  |  |              |              |              |              |  |  |                                        |        |        |        |
|  |                     |                     | Séville FC            | Séville FC            | 2                 | 3                 |                  |                  |                  |                  |  |  |              |              |              |              |  |  |                                        |        |        |        |
|  | Athletic Bilbao     | Athletic Bilbao     | Séville FC            | Séville FC            | 2                 | 3                 | 1                | 1                |                  |                  |  |  |              |              |              |              |  |  |                                        |        |        |        |
|  | Athletic Bilbao     | Athletic Bilbao     |                       |                       |                   |                   |                  | 1                |                  |                  |  |  |              |              |              |              |  |  |                                        |        |        |        |
|  | Valence CF          | Valence CF          | 0                     | 2                     |                   |                   |                  |                  |                  |                  |  |  |              |              |              |              |  |  |                                        |        |        |        |
|  | Valence CF          | Valence CF          | 0                     | 2                     | Athletic Bilbao   | Athletic Bilbao   | 1                | 2 (4)            |                  |                  |  |  |              |              |              |              |  |  |                                        |        |        |        |
|  |                     |                     |                       |                       | Athletic Bilbao   | Athletic Bilbao   | 1                | 2 (4)            |                  |                  |  |  |              |              |              |              |  |  |                                        |        |        |        |
|  |                     |                     | Séville FC (t. a. b.) | Séville FC (t. a. b.) | 2                 | 1 (5)             |                  |                  |                  |                  |  |  |              |              |              |              |  |  |                                        |        |        |        |
|  | FC Bâle             | FC Bâle             | Séville FC (t. a. b.) | Séville FC (t. a. b.) | 2                 | 1 (5)             | 0                | 0                |                  |                  |  |  |              |              |              |              |  |  |                                        |        |        |        |
|  | FC Bâle             | FC Bâle             |                       |                       |                   |                   |                  | 0                |                  |                  |  |  |              |              |              |              |  |  |                                        |        |        |        |
|  | Séville FC          | Séville FC          | 0                     | 3                     |                   |                   |                  |                  |                  |                  |  |  |              |              |              |              |  |  |                                        |        |        |        |
|  | Séville FC          | Séville FC          | 0                     | 3                     |                   |                   |                  |                  |                  |                  |  |  |              |              |              |              |  |  |                                        |        |        |        |
|  |                     |                     |                       |                       |                   |                   |                  |                  |                  |                  |  |  |              |              |              |              |  |  |                                        |        |        |        |

## Classements annexes
- Statistiques officielles de l'UEFA.
- Rencontres de qualification non-incluses.

### Meilleurs buteurs
| Rang | Buteur                    | Club              | Buts | Minutes jouées |
| ---- | ------------------------- | ----------------- | ---- | -------------- |
| 1    | Aritz Aduriz              | Athletic Bilbao   | 10   | 907            |
| 2    | Cédric Bakambu            | Villarreal CF     | 9    | 942            |
| 3    | Kevin Gameiro             | Séville FC        | 8    | 674            |
| 4    | Pierre-Emerick Aubameyang | Borussia Dortmund | 8    | 772            |
| 5    | Raúl Bobadilla            | FC Augsbourg      | 6    | 412            |
| 6    | Erik Lamela               | Tottenham Hotspur | 6    | 572            |
| 7    | Aboubakar Oumarou         | Partizan Belgrade | 5    | 331            |
| 8    | Dries Mertens             | SSC Naples        | 5    | 417            |
| 9    | José Callejón             | SSC Naples        | 5    | 448            |
| 10   | Franco Di Santo           | Schalke 04        | 5    | 451            |

### Meilleurs passeurs
| Rang | Joueur             | Club              | Assists | Minutes jouées |
| ---- | ------------------ | ----------------- | ------- | -------------- |
| 1    | Denis Suárez       | Villarreal CF     | 6       | 966            |
| 2    | Bořek Dočkal       | Sparta Prague     | 5       | 1029           |
| 3    | Son Heung-min      | Tottenham Hotspur | 4       | 504            |
| 4    | Nolan Roux         | AS Saint-Étienne  | 4       | 538            |
| 5    | Vitolo             | Séville FC        | 4       | 634            |
| 6    | Beñat Etxebarria   | Athletic Bilbao   | 4       | 733            |
| 7    | Henrikh Mkhitaryan | Borussia Dortmund | 4       | 902            |
| 8    | Rafa Silva         | SC Braga          | 4       | 1070           |

## Nombre d'équipes par association et par tour
L'ordre des fédérations est établi suivant le classement UEFA des pays en 2015. Les clubs repêchés de la Ligue des champions apparaissent en italique.
| Association         |                     | Barrages                           | +   | Phase de groupes                             | +  | Seizièmes de finale                        | Huitièmes de finale                      | Quarts de finale                | Demi-finales          | Finale      |
| ------------------- | ------------------- | ---------------------------------- | --- | -------------------------------------------- | -- | ------------------------------------------ | ---------------------------------------- | ------------------------------- | --------------------- | ----------- |
| Espagne             |                     | 1 Athletic                         | +1  | 2 Athletic, Villarreal                       | +2 | 4 Athletic, Séville, Villarreal, Valence   | 4 Athletic, Séville, Villarreal, Valence | 3 Athletic, Séville, Villarreal | 2 Séville, Villarreal | 1 Séville   |
| Angleterre          |                     | 1 Southampton                      | +2  | 2 Liverpool, Tottenham                       | +1 | 3 Liverpool, Man. Utd, Tottenham           | 3 Liverpool, Man. Utd, Tottenham         | 1 Liverpool                     | 1 Liverpool           | 1 Liverpool |
| Allemagne           |                     | 1 Dortmund                         | +2  | 3 Augsbourg, Dortmund, Schalke               | +1 | 4 Augsbourg, Dortmund, Leverkusen, Schalke | 2 Dortmund, Leverkusen                   | 1 Dortmund                      |                       |             |
| Italie              |                     |                                    | +3  | 3 Fiorentina, Naples, Lazio                  |    | 3 Fiorentina, Naples, Lazio                | 1 Lazio                                  |                                 |                       |             |
| Portugal            |                     | 1 Belenenses                       | +2  | 3 Belenenses, Braga, Sporting                | +1 | 3 Braga, Porto, Sporting                   | 1 Braga                                  | 1 Braga                         |                       |             |
| France              |                     | 2 Bordeaux, Saint-Étienne          | +2  | 4 Bordeaux, Marseille, Monaco, Saint-Étienne |    | 2 Marseille, Saint-Étienne                 |                                          |                                 |                       |             |
| Russie              |                     | 2 Kazan, Krasnodar                 | +1  | 3 Kazan, Lokomotiv, Krasnodar                |    | 2 Krasnodar, Lokomotiv                     |                                          |                                 |                       |             |
| Ukraine             |                     | 1 Louhansk                         | +1  | 1 Dnipro                                     | +1 | 1 Donetsk                                  | 1 Donetsk                                | 1 Donetsk                       | 1 Donetsk             |             |
| Pays-Bas            |                     | 2 Ajax, AZ                         | +1  | 3 Ajax, AZ, Groningue                        |    |                                            |                                          |                                 |                       |             |
| Belgique            |                     | 1 Standard                         | +2  | 2 Anderlecht, Bruges                         |    | 1 Anderlecht                               | 1 Anderlecht                             |                                 |                       |             |
| Suisse              |                     | 2 Young Boys, Thoune               | +2  | 2 Bâle, Sion                                 |    | 2 Bâle, Sion                               | 1 Bâle                                   |                                 |                       |             |
| Turquie             |                     | 1 Fenerbahçe                       | +1  | 2 Beşiktaş, Fenerbahçe                       | +1 | 2 Fenerbahçe, Galatasaray                  | 1 Fenerbahçe                             |                                 |                       |             |
| Grèce               |                     | 3 Atromitos, Panathinaïkos, PAOK   | +1  | 2 Tripolis, PAOK                             | +1 | 1 Olympiakos                               |                                          |                                 |                       |             |
| Rép. tchèque        |                     | 4 Jablonec, Liberec, Prague, Plzeň |     | 3 Liberec, Prague, Plzeň                     |    | 1 Prague                                   | 1 Prague                                 | 1 Prague                        |                       |             |
| Roumanie            |                     | 2 Astra, Steaua                    |     |                                              |    |                                            |                                          |                                 |                       |             |
| Autriche            |                     | 2 Salzbourg, Rheindorf             | +1  | 1 Rapid                                      |    | 1 Rapid                                    |                                          |                                 |                       |             |
| Croatie             |                     | 1 Split                            |     |                                              |    |                                            |                                          |                                 |                       |             |
| Chypre              |                     |                                    | +1  | 1 Nicosie                                    |    |                                            |                                          |                                 |                       |             |
| Pologne             |                     | 2 Legia, Poznań                    |     | 2 Legia, Poznań                              |    |                                            |                                          |                                 |                       |             |
| Autres associations | Autres associations | 15                                 | +3  | 9                                            |    | 2 Midtjylland, Molde                       |                                          |                                 |                       |             |
| Total               | Total               | 44                                 | +26 | 48                                           | +8 | 32                                         | 16                                       | 8                               | 4                     | 2           |

- Clubs des autres associations classées par tour d'élimination et par rang de l’association :
  - Barrages :  Brøndby IF,  Odds BK,  Vojvodina,  MŠK Žilina,  Videoton FC,  Kairat Almaty,  Milsami Orhei,  HJK Helsinki,  Rabotnički Skopje
  - Phase de groupes :  Dynamo Minsk,  Celtic Glasgow,  Rosenborg BK,  Partizan Belgrade,  FK Qabala,  Qarabağ Ağdam,  Skënderbeu Korçë